# 明日は国民歌手
明日は国民歌手（あすはこくみんかしゅ、朝: 내일은 국민가수）は、2021年10月7日から12月23日までTV朝鮮で放送された韓国最大規模の超大型歌謡オーディション番組である。
日本では2021年10月14日よりABEMA SPECIAL2にて日本語字幕付きで国内独占無料放送。参加条件は、年齢やジャンル、国籍、性別を問わず歌を愛し、ステージへの情熱がある人。応募総数1万2000人の中から歴代級93：1の競争率を勝ち抜いた最精鋭の111チームが参加し、13人のゴールデンマスター軍団による審査で次世代のグローバルK-POPスターを発掘する。優勝者には歌唱力No.1の「国民歌手」という称号と3億ウォン(3000万円)の優勝賞金が与えられる。また、決勝まで勝ち進んだTOP10は10人組グループ「国歌団」として様々な活動を行っている。

## 出演者

### マスター
- キム・ソンジュ - MC
- ペク・チヨン
- キム・ボムス
- イ・ソクフン - SG WANNABLEのメンバー。『PRODUCE 101』シリーズトレーナー。
- K.Will
- キム・ジュンス - JYJのメンバー。東方神起元メンバー。
- シンジ - コヨーテのメンバー。
- パク・ソンジュ
- ユン・ミョンソン - 作曲家兼プロデューサー
- ヒョジョン - OH MY GIRLのメンバー。
- イ・チャンウォン - 『明日はミスター・トロット』最終順位3位。
- BOOM
- チャン・ヨンラン
- シン・ボンソン - お笑い芸人
- キム・テウォン（#11）- プファルのギタリスト。
- ユン・ミンス（#11）- VIBEのメンバー。

特別出演
- チョン・ドンウォン（#11）
- キム・ジョンミン、ペッカ（#11） - コヨーテのメンバー

### 参加者
公式プロフィールを元に記載
| 名前                           | 年齢       | 職業                  | 最終結果                | 備考・経歴 |
| ------------------------------ | ---------- | --------------------- | ----------------------- | --- |
| アン・ユル                     | 12歳       | 小学生                | マスター予備審査脱落    | MBN『ボイスキング』に出演。                                                                                              |
| イ・ウィジン                   | 32歳       | 歌手                  | マスター予備審査脱落    | A.cian、BIGFLO、UNB元メンバー。KBS『The Unit～アイドル再起プロジェクト』最終2位。                                        |
| イ・ジェウン                   | 13歳       | 小学生                | マスター予備審査脱落    | Mnet『CAP-TEEN』に出演。                                                                                                 |
| イ・シオン                     | 24歳       | カフェ店員            | マスター予備審査脱落    | - |
| イ・ジュチョン                 | 30歳       | 大学生                | 本選3次脱落             | - |
| イ・ジュナン                   | 19歳       | 高校生                | 本選1次脱落             | - |
| イ・スンチョル                 | 28歳       | 出前の配達員          | マスター予備審査脱落    | JTBC『本物は誰だ！～HIDDEN SINGER』ピョン・ジンソプ編に出演。                                                            |
| イ・ソウォン                   | 14歳       | 中学生                | 本選2次脱落             | TV朝鮮『明日はミス・トロット2』に国楽少女として出演。                                                                    |
| イ・ソロモン                   | 29歳       | 詩人                  | 最終3位                 | - |
| イ・ソンヒョン                 | 18歳       | 青年                  | マスター予備審査脱落    | - |
| イ・ナビン                     | 19歳       | 高校生                | マスター予備審査脱落    | - |
| イ・ヒョク                     | 44歳       | 歌手                  | 本選1次脱落             | NORAZO元メンバー。MBN『ロトシンガー』に出演。                                                                            |
| イ・ビョンチャン               | 24歳       | 大学生                | 最終5位                 | - |
| イアン                         | 33歳       | 広告音楽監督          | マスター予備審査脱落    | - |
| イム・ジス                     | 24歳       | 歌手                  | 本選3次脱落             | チャンネルA『VOCAL PLAY』優勝。                                                                                          |
| イム・ジミン                   | 9歳        | 小学生                | 本選3次脱落             | - |
| イム・ソリ                     | 25歳       | 音響エンジニア        | マスター予備審査脱落    | - |
| イム・ハンビョル               | 33歳       | 歌手                  | 準決勝脱落（最終14位）  | A'st1、Monday Kiz元メンバー。Mnet『Girls Planet 999：少女祭典』にボーカルマスターとして出演。                            |
| カッコイイ奴ら                 | -          | 歌手                  | マスター予備審査脱落    | 2017年に9人組としてデビュー。                                                                                            |
| カン・ハユン                   | 19歳       | 高校生                | マスター予備審査脱落    | - |
| キム・イェヒョン               | 23歳       | 歌手                  | マスター予備審査脱落    | GIDONGDAE元メンバー。Mnet『PRODUCE 101 SEASON2』に出演。                                                                 |
| キム・ウンジン                 | 31歳       | 青少年指導者          | マスター予備審査脱落    | - |
| キム・グクホン                 | 25歳       | 歌手                  | マスター予備審査脱落    | MYTEEN、B Of You(B.O.Y)元メンバー。Mnet『PRODUCE X 101』に出演したが、不正操作により脱落。                               |
| キム・ジュワン                 | 35歳       | ミュージカル俳優      | マスター予備審査脱落    | Mnet『SUPER STAR K1』TOP5。                                                                                              |
| キム・ソンジュン               | 23歳       | 大学生                | 準決勝脱落（最終13位）  | - |
| キム・ダユン                   | 12歳       | 小学生                | マスター予備審査脱落    | - |
| キム・テス                     | 23歳       | バーテンダー          | マスター予備審査脱落    | TV朝鮮『明日はミスター・トロット』に国楽家として出演。                                                                   |
| キム・デフン                   | 27歳       | YouTuber              | 本選1次脱落             | - |
| キム・テワン                   | 55歳       | 大道芸人              | マスター予備審査脱落    | - |
| キム・ドハ                     | 30歳       | 歌手                  | 本選1次脱落             | 数多くのCMソングを担当している。                                                                                         |
| キム・ドンハ                   | 32歳       | 芸能人マネージャー    | マスター予備審査脱落    | - |
| キム・ドンヒョン               | 28歳       | アルバイト            | 最終2位                 | - |
| キム・ヒソク                   | 24歳       | 大学生                | 決勝1次脱落（最終9位）  | - |
| キム・ヒョヌ                   | 40歳       | 自動車代理店営業      | マスター予備審査脱落    | - |
| キム・ヒョンス                 | 29歳       | アルバイト            | マスター予備審査脱落    | - |
| キム・ヒョンソク               | 17歳       | 高校生                | 本選1次脱落             | - |
| キム・ミヌク                   | 30歳       | 消防士予備生          | マスター予備審査脱落    | - |
| キム・ミンス                   | 31歳       | レスリング指導者      | 本選1次脱落             | 元特殊部隊。チャンネルA『鋼鉄部隊』に出演。                                                                              |
| キム・ユニ                     | 20歳       | 大学生・歌手          | マスター予備審査脱落    | SBS『ファンタスティックデュオ』で歌手イ・ムンセのパートナーとして出演し優勝。SBS『K-POP STAR6 - ザラストチャンス』TOP6。 |
| キム・ユハ                     | 7歳        | 幼稚園児              | 準決勝脱落（最終12位）  | |
| キム・ヨングン                 | 26歳       | 歌手                  | 本選3次脱落             | Mnet『SUPER STAR K 2016』優勝。                                                                                          |
| キム・ヨンフム                 | 25歳       | 歌手                  | 決勝1次脱落（最終10位） | Mnet『the VOICE of KOREA 2020』に出演。                                                                                  |
| クォン・アリン                 | 10歳       | 小学生                | マスター予備審査脱落    | - |
| クォン・ウィビン               | 23歳       | 無職                  | 本選1次脱落             | 元野球選手。 |
| クォン・ジヨン                 | 50歳       | 歌手                  | マスター予備審査脱落    | シンガーソングライター。Mnet『SUPER STAR K 2016』に出演。                                                                |
| クォン・ミンジェ               | 33歳       | 歌手・YouTuber        | 本選2次脱落             | Mnet『君の声が見える』に出演。                                                                                           |
| クラスメイト                   | 25歳       | 歌手                  | マスター予備審査脱落    | 2017年に3人組ボーカルグループとしてデビュー。                                                                            |
| コ・ウンソン                   | 32歳       | ミュージカル俳優      | 最終6位                 | JTBC『ファントム・シンガー』3位。                                                                                        |
| コ・スンヒョン                 | 31歳       | 歌手                  | マスター予備審査脱落    | Mnet『君の声が見える』に出演。                                                                                           |
| コンジ                         | 30歳       | 歌手                  | マスター予備審査脱落    | Gavy N.Jのメンバー |
| シーズニング                   | -          | 練習生                | マスター予備審査脱落    | 女性4人組。アイドルデビュー準備生。                                                                                      |
| ジヌン                         | 37歳       | 鉄道・電気会社職員    | 本選3次脱落             | - |
| シン・ミンギョン               | 35歳       | モデル                | マスター予備審査脱落    | - |
| スパク                         | 30歳       | YouTuber              | マスター予備審査脱落    | - |
| ソ・ジユ                       | 9歳        | 小学生                | マスター予備審査脱落    | - |
| ソ・ラアン                     | 11歳       | 小学生                | マスター予備審査脱落    | - |
| ソン・ジヌク                   | 27歳       | バンドボーカル        | 最終7位                 | バンドグループ・DANGGISIOのメンバー。JTBC『スーパーバンド2』に出演。                                                     |
| ソン・ボスン                   | 23歳       | 俳優                  | 本選1次脱落             | ドラマ『ペントハウス』や『わかっていても』等に出演。                                                                     |
| ソン・ヨンシク                 | 43歳       | 歌手                  | マスター予備審査脱落    | 男女2人組・The Jadu元メンバー。                                                                                          |
| チ・セヒ                       | 32歳       | 歌手                  | 本選3次脱落             | Mnet『the Voice of Korea』TOP4。KBS『不朽の名作』god編で優勝。                                                           |
| チェ・ジンソル                 | 22歳       | 歌手・YouTuber        | 本選3次脱落             | - |
| チェ・ソヌ                     | 30歳       | 歌手                  | マスター予備審査脱落    | - |
| チェ・ヨウォン                 | 14歳       | 中学生                | 本選2次脱落             | - |
| チェサン                       | 38歳       | 歌手                  | マスター予備審査脱落    | トロット歌手。KBS『朝の庭』のコーナー『挑戦夢のステージ』で5連勝。                                                       |
| チサン                         | 29歳       | 歌手                  | マスター予備審査脱落    | JTBC『スーパーバンド』に出演。俳優ユ・ドングンと女優チョン・インファの息子。                                             |
| チャング姉弟                   | 14歳、12歳 | 中学生、小学生        | マスター予備審査脱落    | 姉弟。 |
| チョ・ウジュン                 | 10歳       | 小学生                | マスター予備審査脱落    | - |
| チョ・ドンゴン                 | 19歳       | 高校生                | マスター予備審査脱落    | - |
| チョ・ナムジュン               | 25歳       | 大学生                | マスター予備審査脱落    | - |
| チョ・ヨノ                     | 27歳       | 歌手                  | 決勝1次脱落（最終8位）  | SBS『THE FAN』に出演。                                                                                                   |
| チョン・ウンジ                 | 33歳       | ポールダンサー        | マスター予備審査脱落    | - |
| チョン・ソングク               | 35歳       | 歌手                  | マスター予備審査脱落    | Mnet『SUPER STAR K1』TOP8。                                                                                              |
| チョン・ハンビン               | 26歳       | 修理技師              | マスター予備審査脱落    | - |
| チョン・ビョンヒ               | 28歳       | 医者                  | マスター予備審査脱落    | - |
| チョンソン                     | 44歳       | 歌手                  | マスター予備審査脱落    | - |
| チョンモ                       | 37歳       | ギタリスト            | マスター予備審査脱落    | 3人組EDMグループ・TraxXのメンバー。元SMエンタテインメント所属。                                                          |
| デイビッド オー                | 31歳       | 歌手                  | マスター予備審査脱落    | MBC『偉大な誕生』TOP5。                                                                                                  |
| ト・ユミン                     | 15歳       | 中学生                | マスター予備審査脱落    | - |
| ニダ                           | 33歳       | YouTuber              | マスター予備審査脱落    | - |
| ハ・ジヌ                       | 30歳       | ボーカルトレーナー    | 本選1次脱落             | - |
| ハ・ドンヨン                   | 30歳       | 経営者                | 準決勝脱落（最終11位）  | ラーメン店を経営している。                                                                                               |
| パク・ウニョン                 | 35歳       | ピラティス講師        | 本選2次脱落             | Brave Girls元メンバー。                                                                                                  |
| パク・グァンソン               | 32歳       | 歌手                  | 本選3次脱落             | ULALA SESSION元メンバー。Mnet『SUPER STAR K3』優勝。                                                                     |
| パク・シファン                 | 35歳       | 歌手                  | マスター予備審査脱落    | Mnet『SUPER STAR K5』準優勝。                                                                                            |
| パク・ジョンウォン             | 35歳       | ファイヤーパフォ―マー | マスター予備審査脱落    | - |
| パク・ジョンミン               | 18歳       | 高校生                | 本選1次脱落             | - |
| パク・スホ                     | 51歳       | CEO                   | マスター予備審査脱落    | - |
| パク・ソル                     | 36歳       | バンドボーカル        | マスター予備審査脱落    | - |
| パク・チャングン               | 50歳       | 歌手                  | 最終1位                 | - |
| パク・チャンヒョン             | 33歳       | 歌手                  | 最終4位                 | 4人組ボーカルグループ・Vromanceのリーダー。Mnet『SUPER STAR K3』、MBC『覆面歌王』に出演。                                |
| パク・ミノ                     | 33歳       | 歌手                  | 本選3次脱落             | ZEUSのメンバー。SHU-I元メンバー。                                                                                        |
| ハン・アルム                   | 28歳       | 主婦                  | マスター予備審査脱落    | T-ARA元メンバー。KBS『The Unit～アイドル再起プロジェクト』に出演。                                                       |
| パン・セジン                   | 31歳       | 歌手                  | 本選1次脱落             | 元フェンシング選手。Mnet『君の声が見える』に出演。                                                                       |
| ハン・ソンチョン               | 33歳       | 現代舞踊家            | マスター予備審査脱落    | Mnet『Dancing 9』、『サムバディ』に出演。                                                                                |
| ピョ・バハ                     | 22歳       | 大学生                | マスター予備審査脱落    | 芸人ピョ・インボンの娘。                                                                                                 |
| ポム・スンヒョク               | 22歳       | 大学生                | マスター予備審査脱落    | - |
| マミーサン（イ・ジョンミン）   | 46歳       | 美容室運営            | マスター予備審査脱落    | 親子。 |
| マミーサン（キム・フィヒョン） | 18歳       | 高校生                | 本選1次脱落             | 親子。 |
| ミナ                           | 50歳       | 歌手                  | マスター予備審査脱落    | 「Answer The Phone」をヒット曲に持つ。                                                                                   |
| ムン・ゴニ                     | 20歳       | 大学生                | マスター予備審査脱落    | - |
| ムン・セヨン                   | 24歳       | ボーカルトレーナー    | マスター予備審査脱落    | - |
| ヤン・ギウン                   | 32歳       | 芸人                  | マスター予備審査脱落    | - |
| ユ・ジニ                       | 19歳       | 高校生・歌手          | マスター予備審査脱落    | SBS『K-POP STAR6 - ザ・ラストチャンス』TOP10。Mnet『CAP-TEEN』3位。                                                      |
| ユ・スルギ                     | 36歳       | 歌手                  | 本選3次脱落             | 2人組・DUETTOのメンバー。JTBC『ファントム・シンガー』2位。                                                               |
| ユ・ヨンミン                   | 24歳       | 大学生                | 本選2次脱落             | Mnet『SUPER STAR K7』に出演。                                                                                            |
| ユク・ウンビ                   | 19歳       | 高校生                | マスター予備審査脱落    | - |
| ユミン                         | 19歳       | 高校生・歌手          | マスター予備審査脱落    | Mnet『CAP-TEEN』に出演。                                                                                                 |
| ユン・ジョンフン               | 19歳       | 大学生                | マスター予備審査脱落    | - |
| ヨム・スミン                   | 26歳       | 大学生                | マスター予備審査脱落    | - |
| ラムラム姉妹                   | 16歳、14歳 | 中学生                | マスター予備審査脱落    | 姉妹。 |
| リュ・ヨンチェ                 | 14歳       | 中学生                | 本選3次脱落             | - |
| 3XY                            | -          | フィットネスモデル    | マスター予備審査脱落    | 男性3人組。 |

ゲスト
- ジョンモ - ギタリスト。第5話にてイム・ハンビョルの本選2次ステージに登場。
- ヤン・ジウン、ホン・ジユン - 明日はミストロット2出身。第12話にて特別ステージを披露。

## 各話リスト
| #   | 韓国放送日     | 放送時間  | 放送内容                 | 日本初放送日   | タイトル                                             |
| --- | -------------- | --------- | ------------------------ | -------------- | ---------------------------------------------------- |
| #1  | 2021年10月7日  | 2時間43分 | マスター予備審査         | 2021年10月14日 | 韓国最大規模の歌謡オーディション開幕                 |
| #2  | 2021年10月14日 | 2時間18分 | マスター予備審査         | 2021年10月21日 | 韓国オーディション優勝者や無名の強者たちが大集結     |
| #3  | 2021年10月21日 | 2時間9分  | 本選1次:チームミッション | 2021年10月28日 | 本戦1次、チームミッション開始                        |
| #4  | 2021年10月28日 | 2時間4分  | 本選1次:チームミッション | 2021年11月4日  | 本戦1次、チームミッション後半戦                      |
| #5  | 2021年11月4日  | 2時間16分 | 本選2次:1対1デスマッチ   | 2021年11月11日 | 本戦2次、1対1デスマッチが始まる                      |
| #6  | 2021年11月11日 | 2時間16分 | 本選2次:1対1デスマッチ   | 2021年11月18日 | 本戦2次、1対1デスマッチ後半戦                        |
| #7  | 2021年11月18日 | 2時間18分 | 本選3次:チームミッション | 2021年11月25日 | 本戦3次、300人の観客とともに行われるチームミッション |
| #8  | 2021年11月25日 | 2時間4分  | 本選3次:チームミッション | 2021年12月2日  | 本戦3次、チームミッション後半戦と涙のリーダー対決    |
| #9  | 2021年12月2日  | 2時間7分  | 準決勝                   | 2021年12月9日  | 準決勝1ラウンド、ライバル対決の勝者は？              |
| #10 | 2021年12月9日  | 2時間23分 | 準決勝                   | 2021年12月16日 | 準決勝2ラウンド、TOP10が決定                         |
| #11 | 2021年12月16日 | 2時間53分 | 決勝1回戦                | 2021年12月16日 | 決勝戦開幕、TOP7が決定                               |
| #12 | 2021年12月23日 | 2時間33分 | 決勝2回戦（ファイナル）  | 2021年12月23日 | 賞金3千万円と歌唱力No.1の称号を手にする主人公が決定  |

## 審査・課題での使用楽曲・結果

### マスター予備審査
111チーム中、放送分以外も含めて42チームが本選に進出した。
| 部門           | 名前               | 使用楽曲                                                                                              | 結果                                                                                                  | 結果              |
| -------------- | ------------------ | --- | --- | ----------------- |
| 大学の部       | ユ・ヨンミン       | 「텔레파시 (テレパシー)」 （原曲: 도시아이들(都会の子たち)）                                          | ALL                                                                                                   | 本選進出          |
| 大学の部       | チェ・ジンソル     | 「담배가게 아가씨 (タバコ屋の娘)」 （原曲: ソン・チャンシク）                                         | ALL                                                                                                   | 本選進出          |
| 大学の部       | イ・ジュチョン     | 「Reality」 （原曲: リチャード・サンダーソン）                                                        | ALL                                                                                                   | 本選進出          |
| 大学の部       | ヨム・スミン       | 「보라빛 향기 (紫色の香り)」 （原曲: スージー・カン）                                                 | 5個                                                                                                   | 脱落              |
| 大学の部       | キム・ソンジュン   | 「풍문으로 들었소 (ウワサに聞いたよ)」 （原曲: ハム・ジュンア）                                       | 12個                                                                                                  | 補欠合格→本選進出 |
| 大学の部       | キム・ヒソク       | 「변명 (Excuses)」 （原曲: GSoul）                                                                    | ALL                                                                                                   | 本選進出          |
| 小学生の部     | キム・ユハ         | 「아! 옛날이여 (Old Days)」 （原曲: イ・ソニ）                                                        | ALL                                                                                                   | 本選進出          |
| 小学生の部     | ソ・ジユ           | 「금지된 사랑 (禁じられた愛)」 （原曲：キム・ギョンホ）                                               | 11個                                                                                                  | 補欠合格→脱落     |
| 小学生の部     | クォン・アリン     | 「Sad Salsa」 （原曲: ペク・チヨン）                                                                  | 7個                                                                                                   | 補欠合格→脱落     |
| 小学生の部     | アン・ユル         | 「어느날 문득 (ある日ふと)」 （原曲: チョン・スラ）                                                   | 11個                                                                                                  | 補欠合格→脱落     |
| 小学生の部     | イム・ジミン       | 「빠빠빠 (Bar Bar Bar)」 （原曲：CRAYON POP）                                                         | ALL                                                                                                   | 本選進出          |
| 上京者の部     | イ・ソロモン       | 「집시여인 (ジプシーの女)」 （原曲: イ・チヒョン）                                                    | ALL                                                                                                   | 本選進出          |
| 上京者の部     | キム・ドンヒョン   | 「비밀 (秘密)」 （原曲: プファル）                                                                    | ALL                                                                                                   | 本選進出          |
| 上京者の部     | キム・ヒョヌ       | 「나 항상 그대를 (私いつもあなたを) (ユン・ドヒョンver.)」 （原曲: イ・ソニ）                         | 9個                                                                                                   | 補欠合格→脱落     |
| 上京者の部     | チョ・ヨノ         | 「Never Ending Story」 （原曲：プファル）                                                             | 11個                                                                                                  | 補欠合格→本選進出 |
| 上京者の部     | ソン・ジヌク       | ※放送未公開                                                                                           | ※放送未公開                                                                                           | 本選進出          |
| 無名の部       | キム・ドハ         | 「Always Remember Us This Way」 （原曲: レディー・ガガ）                                              | 12個                                                                                                  | 補欠合格→本選進出 |
| 無名の部       | パク・チャンヒョン | 「꽃이 핀다 (Growing)」 （原曲: K.Will）                                                              | 10個                                                                                                  | 補欠合格→本選進出 |
| 無名の部       | パク・チャングン   | 「그날들 (あの日々)」 （原曲: キム・グァンソク）                                                      | ALL                                                                                                   | 本選進出          |
| 無名の部       | クォン・ミンジェ   | ※放送未公開                                                                                           | ALL                                                                                                   | 本選進出          |
| 中学の部       | ト・ユミン         | 「Oh, My Julia」 （原曲: Country Kko Kko）                                                            | 7個                                                                                                   | 補欠合格→脱落     |
| 中学の部       | イ・ソウォン       | 「야상곡 (Nocturne)」 （原曲: キム・ユナ）                                                            | ALL                                                                                                   | 本選進出          |
| 中学の部       | リュ・ヨンチェ     | 「Kill This Love」 （原曲: BLACKPINK）                                                                | ALL                                                                                                   | 本選進出          |
| 中学の部       | チェ・ヨウォン     | 「마리아 (Maria)」（原曲: ファサ (MAMAMOO)） 「Billie Jean」（原曲: マイケル・ジャクソン）※放送未公開 | 「마리아 (Maria)」（原曲: ファサ (MAMAMOO)） 「Billie Jean」（原曲: マイケル・ジャクソン）※放送未公開 | 本選進出          |
| 高校の部       | パク・ジョンミン   | 「사랑은 늘 도망가 (愛はいつも逃げていく)」 （原曲: イ・ムンセ）                                      | 11個                                                                                                  | 補欠合格→本選進出 |
| 高校の部       | キム・ヒョンソク   | 「Highway to Hell」 （原曲: AC/DC）                                                                   | ALL                                                                                                   | 本選進出          |
| 高校の部       | イ・ジュナン       | ※放送未公開                                                                                           | ※放送未公開                                                                                           | 本選進出          |
| 高校の部       | キム・フィヒョン   | ※放送未公開                                                                                           | ※放送未公開                                                                                           | 本選進出          |
| 別番組出身の部 | チ・セヒ           | 「Super Star」 （原曲: JEWELRY）                                                                      | ALL                                                                                                   | 本選進出          |
| 別番組出身の部 | キム・ヨンフム     | 「미소속에 비친 그대 (微笑みに映った君)」 （原曲: シン・スンフン）                                    | ALL                                                                                                   | 本選進出          |
| 別番組出身の部 | イム・ジス         | 「행진 (行進)」 （原曲: トゥルグックァ）                                                              | 12個                                                                                                  | 補欠合格→本選進出 |
| 別番組出身の部 | キム・グクホン     | 「ONLY LOOK AT ME」 （原曲: SOL）                                                                     | 7個                                                                                                   | 補欠合格→脱落     |
| 別番組出身の部 | パク・グァンソン   | 「비오는 어느 저녁 (ある雨の日の夕方)」 （原曲: キム・ヒョンシク）                                    | ALL                                                                                                   | 本選進出          |
| 別番組出身の部 | ユ・スルギ         | 「미지의 세계 (未知の世界)」 （原曲: チョー・ヨンピル）                                               | ALL                                                                                                   | 本選進出          |
| 別番組出身の部 | キム・ヨングン     | 「나와 같다면 (僕と同じなら)」 （原曲: キム・ジャンフン）                                             | 10個                                                                                                  | 補欠合格→本選進出 |
| 会社員の部     | ソン・ボスン       | 「내 아픔 아시는 당신 께 (俺の痛みを知る君へ)」 （原曲: チョ・ハムン）                                | ALL                                                                                                   | 本選進出          |
| 会社員の部     | ジヌン             | 「장미 빛깔 그 입술 (バラ色唇)(イ・グァンギVer.)」 （原曲: ホン・スチョル）                           | ALL                                                                                                   | 本選進出          |
| 会社員の部     | コ・ウンソン       | 「그 순간 (その瞬間)」 （原曲: キム・ボムリョン）                                                     | 11個                                                                                                  | 補欠合格→本選進出 |
| 会社員の部     | パク・スホ         | 「Lonely Night」 （原曲: プファル）                                                                   | 11個                                                                                                  | 補欠合格→脱落     |
| 会社員の部     | ハ・ドンヨン       | 「기다림」 （原曲: イ・スンヨル）※放送未公開                                                          | 10個                                                                                                  | 補欠合格→本選進出 |
| 会社員の部     | ハ・ジヌ           | 「잊지말아요 (忘れないで)」 （原曲: ペク・チヨン）                                                    | ALL                                                                                                   | 本選進出          |
| 選手の部       | キム・ウンジン     | 「너를 품에 안으면 (If I Hold You in My Arms)」 （原曲: CULT）                                        | 8個                                                                                                   | 補欠合格→脱落     |
| 選手の部       | イ・ビョンチャン   | 「나였으면 (俺だったなら)」 （原曲: ナ・ユングォン）                                                  | 9個                                                                                                   | 補欠合格→本選進出 |
| 選手の部       | クォン・ウィビン   | ※放送未公開                                                                                           | 12個                                                                                                  | 補欠合格→本選進出 |
| 選手の部       | キム・ミンス       | 「내 생에 봄날은 (我が人生の春の日は)」 （原曲: CAN）※放送未公開                                      | 9個                                                                                                   | 補欠合格→本選進出 |
| 選手の部       | パン・セジン       | ※放送未公開                                                                                           | 12個                                                                                                  | 補欠合格→本選進出 |
| アイドルの部   | パク・ミノ         | 「널 그리며 (君を描いて)」 （原曲: パク・ナムジョン）                                                 | ALL                                                                                                   | 本選進出          |
| アイドルの部   | キム・デフン       | ※放送未公開                                                                                           | ※放送未公開                                                                                           | 本選進出          |
| 往年の部       | イ・ヒョク         | 「불놀이야 (火遊び)」 （原曲: OXEN'80）                                                               | 12個                                                                                                  | 補欠合格→本選進出 |
| 往年の部       | パク・ウニョン     | 「대단한 너 (すごい君)」 （原曲: イ・ジェヨン）                                                       | 11個                                                                                                  | 補欠合格→本選進出 |
| 往年の部       | イム・ハンビョル   | 「사랑일뿐야 (これこそ愛だ)」 （原曲: キム・ミヌ）                                                    | 10個                                                                                                  | 補欠合格→本選進出 |

TOP3
| 順位 | 名前             |
| ---- | ---------------- |
| 1位  | パク・チャングン |
| 2位  | キム・ヒソク     |
| 3位  | イ・ソロモン     |

### 本選1次:国民歌手対決
チームごとに歴代韓国有名歌手たちのカバーステージを披露。オールハートを獲得すればチーム全員が次のラウンドに進出できる。ハートが12個以下だった場合は、チーム全員が脱落候補となり、その中から必ず1人は脱落となる。
| 部門           | 部門           | 名前               | 使用楽曲                                                                  | 結果 | 結果               |
| -------------- | -------------- | ------------------ | ------------------------------------------------------------------------- | ---- | ------------------ |
| 大学の部       | 大学の部       | イ・ジュチョン     | 「휘파람 (口笛)」 （原曲: イ・ムンセ）                                    | ALL  | 2次進出            |
| 大学の部       | 大学の部       | キム・ソンジュン   | 「휘파람 (口笛)」 （原曲: イ・ムンセ）                                    | ALL  | 2次進出            |
| 大学の部       | 大学の部       | キム・ヒソク       | 「휘파람 (口笛)」 （原曲: イ・ムンセ）                                    | ALL  | 2次進出            |
| 大学の部       | 大学の部       | ユ・ヨンミン       | 「휘파람 (口笛)」 （原曲: イ・ムンセ）                                    | ALL  | 2次進出            |
| 会社員の部     | A組            | コ・ウンソン       | 「초련 (First love)」 （原曲: Clon）                                      | ALL  | 2次進出            |
| 会社員の部     | A組            | ジヌン             | 「초련 (First love)」 （原曲: Clon）                                      | ALL  | 2次進出            |
| 会社員の部     | B組            | ハ・ドンヨン       | 「Reminiscence」 （原曲: サヌリム）                                       | 11個 | 2次進出            |
| 会社員の部     | B組            | ソン・ボスン       | 「Reminiscence」 （原曲: サヌリム）                                       | 11個 | 脱落               |
| 会社員の部     | B組            | ハ・ジヌ           | 「Reminiscence」 （原曲: サヌリム）                                       | 11個 | 脱落               |
| 小学生の部     | 小学生の部     | キム・ユハ         | 「날 떠나지마 (Don’t Leave Me)」 （原曲: J.Y. Park）                      | ALL  | 2次進出            |
| 小学生の部     | 小学生の部     | イム・ジミン       | 「날 떠나지마 (Don’t Leave Me)」 （原曲: J.Y. Park）                      | ALL  | 2次進出            |
| 上京者の部     | 上京者の部     | イ・ソロモン       | 「Love poem」 （原曲: IU）                                                | ALL  | 2次進出            |
| 上京者の部     | 上京者の部     | キム・ドンヒョン   | 「Love poem」 （原曲: IU）                                                | ALL  | 2次進出            |
| 上京者の部     | 上京者の部     | チョ・ヨノ         | 「Love poem」 （原曲: IU）                                                | ALL  | 2次進出            |
| 上京者の部     | 上京者の部     | ソン・ジヌク       | 「Love poem」 （原曲: IU）                                                | ALL  | 2次進出            |
| 連合の部       | A組            | イム・ジス         | 「도시인 (City people)」 （原曲: シン・ヘチョル）                         | 11個 | 2次進出            |
| 連合の部       | A組            | チ・セヒ           | 「도시인 (City people)」 （原曲: シン・ヘチョル）                         | 11個 | 2次進出 (敗者復活) |
| 連合の部       | B組            | チェ・ジンソル     | 「오늘도 난 (今日も私は)」 （原曲: イ・スンチョル）                       | 9個  | 2次進出            |
| 連合の部       | B組            | キム・ドハ         | 「오늘도 난 (今日も私は)」 （原曲: イ・スンチョル）                       | 9個  | 脱落               |
| 別番組出身の部 | 別番組出身の部 | キム・ヨンフム     | 「추억 속의 재회 (Reunion)」 （原曲: チョー・ヨンピル）                   | ALL  | 2次進出            |
| 別番組出身の部 | 別番組出身の部 | ユ・スルギ         | 「추억 속의 재회 (Reunion)」 （原曲: チョー・ヨンピル）                   | ALL  | 2次進出            |
| 別番組出身の部 | 別番組出身の部 | パク・グァンソン   | 「추억 속의 재회 (Reunion)」 （原曲: チョー・ヨンピル）                   | ALL  | 2次進出            |
| 別番組出身の部 | 別番組出身の部 | キム・ヨングン     | 「추억 속의 재회 (Reunion)」 （原曲: チョー・ヨンピル）                   | ALL  | 2次進出            |
| 選手の部       | 選手の部       | イ・ビョンチャン   | 「그대와 단둘이서 (君と二人きりで)」 （原曲: キム・ヒョンシク）           | 7個  | 2次進出            |
| 選手の部       | 選手の部       | クォン・ウィビン   | 「그대와 단둘이서 (君と二人きりで)」 （原曲: キム・ヒョンシク）           | 7個  | 脱落               |
| 選手の部       | 選手の部       | キム・ミンス       | 「그대와 단둘이서 (君と二人きりで)」 （原曲: キム・ヒョンシク）           | 7個  | 脱落               |
| 選手の部       | 選手の部       | パン・セジン       | 「그대와 단둘이서 (君と二人きりで)」 （原曲: キム・ヒョンシク）           | 7個  | 脱落               |
| 往年の部       | 往年の部       | イム・ハンビョル   | 「못찾겠다 꾀꼬리 (見つからないケッコリ)」 （原曲: チョー・ヨンピル）     | 12個 | 2次進出            |
| 往年の部       | 往年の部       | パク・ウニョン     | 「못찾겠다 꾀꼬리 (見つからないケッコリ)」 （原曲: チョー・ヨンピル）     | 12個 | 2次進出 (敗者復活) |
| 往年の部       | 往年の部       | イ・ヒョク         | 「못찾겠다 꾀꼬리 (見つからないケッコリ)」 （原曲: チョー・ヨンピル）     | 12個 | 脱落               |
| 無名の部       | 無名の部       | パク・チャンヒョン | 「알고 싶어요 (知りたい)」 （原曲: イ・ソニ）                             | ALL  | 2次進出            |
| 無名の部       | 無名の部       | パク・チャングン   | 「알고 싶어요 (知りたい)」 （原曲: イ・ソニ）                             | ALL  | 2次進出            |
| 無名の部       | 無名の部       | クォン・ミンジェ   | 「알고 싶어요 (知りたい)」 （原曲: イ・ソニ）                             | ALL  | 2次進出            |
| 中学の部       | 中学の部       | イ・ソウォン       | 「스피드 (Speed)」 （原曲: キム・ゴンモ）                                 | ALL  | 2次進出            |
| 中学の部       | 中学の部       | リュ・ヨンチェ     | 「스피드 (Speed)」 （原曲: キム・ゴンモ）                                 | ALL  | 2次進出            |
| 中学の部       | 中学の部       | チェ・ヨウォン     | 「스피드 (Speed)」 （原曲: キム・ゴンモ）                                 | ALL  | 2次進出            |
| アイドルの部   | アイドルの部   | パク・ミノ         | 「배반의 장미 (Rose of betrayal)」 （原曲: オム・ジョンファ）             | 11個 | 2次進出            |
| アイドルの部   | アイドルの部   | キム・デフン       | 「배반의 장미 (Rose of betrayal)」 （原曲: オム・ジョンファ）             | 11個 | 脱落               |
| 高校の部       | 高校の部       | パク・ジョンミン   | 「멀어져 간 사람아 (My Love in distant memory)」 （原曲: パク・サンミン） | 8個  | 脱落               |
| 高校の部       | 高校の部       | キム・ヒョンソク   | 「멀어져 간 사람아 (My Love in distant memory)」 （原曲: パク・サンミン） | 8個  | 脱落               |
| 高校の部       | 高校の部       | イ・ジュナン       | 「멀어져 간 사람아 (My Love in distant memory)」 （原曲: パク・サンミン） | 8個  | 脱落               |
| 高校の部       | 高校の部       | キム・フィヒョン   | 「멀어져 간 사람아 (My Love in distant memory)」 （原曲: パク・サンミン） | 8個  | 脱落               |

マスター順位
| 順位 | 名前           |
| ---- | -------------- |
| 1位  | キム・ヨンフム |

### 本選2次:1対1デスマッチ
本選1次を勝ち抜いた30人が、対決する相手を直接指名して各自の必殺技を遺憾なく披露する。
| - | 部門           | 名前               | 使用楽曲                                                                                 | 結果 | 結果                |
| - | -------------- | ------------------ | ---------------------------------------------------------------------------------------- | ---- | ------------------- |
| ① | 別番組出身の部 | パク・グァンソン   | 「난 남자다 (俺は男だ)」 （原曲: キム・ジャンフン）                                      | 10個 | 3次進出             |
| ① | 会社員の部     | コ・ウンソン       | 「그 옛날처럼 (Yesterday Once More)」 （原曲: イ・ソンエ）                               | 3個  | 3次進出（追加）     |
| ② | 大学の部       | キム・ヒソク       | 「꿈에 (夢に)」 （原曲: チョ・ドクベ）                                                   | 6個  | 3次進出（追加）     |
| ② | 往年の部       | イム・ハンビョル   | 「불꽃처럼 (炎のように)」 （原曲: イ・ソニ）                                             | 7個  | 3次進出             |
| ③ | 大学の部       | ユ・ヨンミン       | 「한번만 더 (もう一度だけ)」 （原曲: パク・ソンシン）                                    | 0個  | 脱落                |
| ③ | 選手の部       | イ・ビョンチャン   | 「아름다운 이별 (美しい別れ)」 （原曲: キム・ゴンモ）                                    | ALL  | 3次進出             |
| ④ | 小学生の部     | キム・ユハ         | 「잊었니 (忘れたの)」 （原曲: イ・スンチョル）                                           | 5個  | 3次進出（追加）     |
| ④ | 小学生の部     | イム・ジミン       | 「와 (Wa)」 （原曲: イ・ジョンヒョン）                                                   | 8個  | 3次進出             |
| ⑤ | 別番組出身の部 | キム・ヨンフム     | 「스물다섯, 스물하나 (Twenty-five, Twenty-one)」 （原曲: 紫雨林）                        | 1個  | 3次進出（追加）     |
| ⑤ | 無名の部       | パク・チャングン   | 「미련 (未練)」 （原曲: チャン・ヒョン）                                                 | 12個 | 3次進出             |
| ⑥ | 無名の部       | クォン・ミンジェ   | 「이미 슬픈 사랑 (すでに悲しい恋)」 （原曲: Yada）                                       | 0個  | 脱落                |
| ⑥ | 上京者の部     | ソン・ジヌク       | 「걸어서 하늘까지 (歩いて空まで)」 （原曲: チャン・ヒョンチョル）                        | ALL  | 3次進出             |
| ⑦ | 中学の部       | イ・ソウォン       | 「전하지 못한 진심 (伝えられなかった本心)」 （原曲: BTS）                                | 0個  | 脱落                |
| ⑦ | 別番組出身の部 | ユ・スルギ         | 「빛 (光)」 （原曲: チョー・ヨンピル）                                                   | ALL  | 3次進出             |
| ⑧ | 上京者の部     | イ・ソロモン       | 「오래전 그날 (昔のあの日)」 （原曲: ユン・ジョンシン）                                  | 4個  | 3次進出（追加）     |
| ⑧ | 大学の部       | イ・ジュチョン     | 「우리의 밤은 당신의 낮보다 아름답다 (私たちの夜はあなたの昼より美しい)」 （原曲: Kona） | 9個  | 3次進出             |
| ⑨ | 別番組出身の部 | チ・セヒ           | 「걷고 싶다 (歩きたい)」 （原曲: チョー・ヨンピル）                                      | 4個  | 3次進出（敗者復活） |
| ⑨ | 上京者の部     | キム・ドンヒョン   | 「가수가 된 이유 (歌手になった理由)」 （原曲: シン・ヨンジェ）                           | 9個  | 3次進出             |
| ⑩ | 中学の部       | リュ・ヨンチェ     | 「DESSERT」 （原曲: ヒョヨン）                                                           | 8個  | 3次進出             |
| ⑩ | 中学の部       | チェ・ヨウォン     | 「MOVE」 （原曲: テミン）                                                                | 5個  | 脱落                |
| ⑪ | 上京者の部     | チョ・ヨノ         | 「기억 속의 먼 그대에게 (記憶の中の遠い君へ)」 （原曲: パク・ミギョン）                  | 0個  | 3次進出（追加）     |
| ⑪ | 無名の部       | パク・チャンヒョン | 「한숨 (ため息)」 （原曲: イ・ハイ）                                                     | ALL  | 3次進出             |
| ⑫ | 会社員の部     | ハ・ドンヨン       | 「부산에 가면 (釜山へ行けば)」 （原曲: チェ・ベクホ）                                    | 12個 | 3次進出             |
| ⑫ | 会社員の部     | ジヌン             | 「Letter」 （原曲: オニオンズ）                                                          | 1個  | 3次進出（追加）     |
| ⑬ | 大学の部       | チェ・ジンソル     | 「TOMBOY」 （原曲: ヒョゴ）                                                              | 1個  | 3次進出（追加）     |
| ⑬ | 大学の部       | キム・ソンジュン   | 「그대 우나봐 (君が泣いているようだ)」 （原曲: チョン・ヨンロク）                        | 12個 | 3次進出             |
| ⑭ | 往年の部       | パク・ウニョン     | 「사랑은 차가운 유혹 (愛は冷たい誘惑)」 （原曲: ヤン・スギョン）                         | 1個  | 脱落                |
| ⑭ | アイドルの部   | パク・ミノ         | 「처음 본 순간 (初めて見た瞬間)」 （原曲: ソンゴルメ）                                   | 12個 | 3次進出             |
| ⑮ | 別番組出身の部 | イム・ジス         | 「나의 외로움이 너를 부를 때 (寂しさが君を呼ぶ時)」 （原曲: チャン・ピルスン）           | 8個  | 3次進出             |
| ⑮ | 別番組出身の部 | キム・ヨングン     | 「사랑하기에 (愛してるから)」 （原曲: イ・ジョンソク）                                   | 5個  | 3次進出（追加）     |

TOP3
| 順位 | 名前               |
| ---- | ------------------ |
| 1位  | キム・ドンヒョン   |
| 2位  | パク・チャンヒョン |
| 3位  | イ・ビョンチャン   |

### 本選3次:チームミッション
300人の観客を入れて、コンサート形式でチームミッションを行う。1ラウンド「国民コンサート」では5チームが18分間ずつステージを披露する。マスター1人あたり100点満点、観客1人あたり1点ずつの計1500点満点で審査が行われる。5チームのうち1位となったチームは準決勝に全員進出でき、2位から5位のチームからは必ず誰かが脱落となり、25人中11人が脱落となる。
| チーム名                            | メンバー            | 使用楽曲 | 結果 | 結果        |
| ----------------------------------- | ------------------- | --- | --- | ----------- |
| 진수병찬 （珍羞ビョンチャン）       | イ・ビョンチャン*   | - 1ラウンド [国民コンサート] 「마마 (MAMA)」（原曲: EXO-K) - パク・ミノ、ユ・スルギ、イ・ビョンチャン 「Turn up the music」（原曲ː Chris Brown）- リュ・ヨンチェ 「붐바야 (BOOMBAYAH)」（原曲: BLACKPINK）- リュ・ヨンチェ、イム・ジミン 「아라비안 나이트 (Arabian Nights)」（原曲: キム・ジュンソン）- 全員 「너였다면 (If It Is You)」（原曲: チョン・スンファン）- イ・ビョンチャン 「나는 너 좋아 (僕はお前が好き)」（原曲: チョー・ヨンピル）- 全員 - 2ラウンド [リーダー対決] 「숨 (Breath)」（原曲: パク・ヒョシン）- イ・ビョンチャン | - 1ラウンド [国民コンサート] マスター: 970点 観客: 239点 - 2ラウンド [リーダー対決] マスター: 965点 観客: 203点 - 合計: 2377点（4位）   | 進出（追加) |
| 진수병찬 （珍羞ビョンチャン）       | パク・ミノ          | - 1ラウンド [国民コンサート] 「마마 (MAMA)」（原曲: EXO-K) - パク・ミノ、ユ・スルギ、イ・ビョンチャン 「Turn up the music」（原曲ː Chris Brown）- リュ・ヨンチェ 「붐바야 (BOOMBAYAH)」（原曲: BLACKPINK）- リュ・ヨンチェ、イム・ジミン 「아라비안 나이트 (Arabian Nights)」（原曲: キム・ジュンソン）- 全員 「너였다면 (If It Is You)」（原曲: チョン・スンファン）- イ・ビョンチャン 「나는 너 좋아 (僕はお前が好き)」（原曲: チョー・ヨンピル）- 全員 - 2ラウンド [リーダー対決] 「숨 (Breath)」（原曲: パク・ヒョシン）- イ・ビョンチャン | - 1ラウンド [国民コンサート] マスター: 970点 観客: 239点 - 2ラウンド [リーダー対決] マスター: 965点 観客: 203点 - 合計: 2377点（4位）   | 脱落        |
| 진수병찬 （珍羞ビョンチャン）       | ユ・スルギ          | - 1ラウンド [国民コンサート] 「마마 (MAMA)」（原曲: EXO-K) - パク・ミノ、ユ・スルギ、イ・ビョンチャン 「Turn up the music」（原曲ː Chris Brown）- リュ・ヨンチェ 「붐바야 (BOOMBAYAH)」（原曲: BLACKPINK）- リュ・ヨンチェ、イム・ジミン 「아라비안 나이트 (Arabian Nights)」（原曲: キム・ジュンソン）- 全員 「너였다면 (If It Is You)」（原曲: チョン・スンファン）- イ・ビョンチャン 「나는 너 좋아 (僕はお前が好き)」（原曲: チョー・ヨンピル）- 全員 - 2ラウンド [リーダー対決] 「숨 (Breath)」（原曲: パク・ヒョシン）- イ・ビョンチャン | - 1ラウンド [国民コンサート] マスター: 970点 観客: 239点 - 2ラウンド [リーダー対決] マスター: 965点 観客: 203点 - 合計: 2377点（4位）   | 脱落        |
| 진수병찬 （珍羞ビョンチャン）       | イム・ジミン        | - 1ラウンド [国民コンサート] 「마마 (MAMA)」（原曲: EXO-K) - パク・ミノ、ユ・スルギ、イ・ビョンチャン 「Turn up the music」（原曲ː Chris Brown）- リュ・ヨンチェ 「붐바야 (BOOMBAYAH)」（原曲: BLACKPINK）- リュ・ヨンチェ、イム・ジミン 「아라비안 나이트 (Arabian Nights)」（原曲: キム・ジュンソン）- 全員 「너였다면 (If It Is You)」（原曲: チョン・スンファン）- イ・ビョンチャン 「나는 너 좋아 (僕はお前が好き)」（原曲: チョー・ヨンピル）- 全員 - 2ラウンド [リーダー対決] 「숨 (Breath)」（原曲: パク・ヒョシン）- イ・ビョンチャン | - 1ラウンド [国民コンサート] マスター: 970点 観客: 239点 - 2ラウンド [リーダー対決] マスター: 965点 観客: 203点 - 合計: 2377点（4位）   | 脱落        |
| 진수병찬 （珍羞ビョンチャン）       | リュ・ヨンチェ      | - 1ラウンド [国民コンサート] 「마마 (MAMA)」（原曲: EXO-K) - パク・ミノ、ユ・スルギ、イ・ビョンチャン 「Turn up the music」（原曲ː Chris Brown）- リュ・ヨンチェ 「붐바야 (BOOMBAYAH)」（原曲: BLACKPINK）- リュ・ヨンチェ、イム・ジミン 「아라비안 나이트 (Arabian Nights)」（原曲: キム・ジュンソン）- 全員 「너였다면 (If It Is You)」（原曲: チョン・スンファン）- イ・ビョンチャン 「나는 너 좋아 (僕はお前が好き)」（原曲: チョー・ヨンピル）- 全員 - 2ラウンド [リーダー対決] 「숨 (Breath)」（原曲: パク・ヒョシン）- イ・ビョンチャン | - 1ラウンド [国民コンサート] マスター: 970点 観客: 239点 - 2ラウンド [リーダー対決] マスター: 965点 観客: 203点 - 合計: 2377点（4位）   | 脱落        |
| 무쌍마초 （一重まぶたマッチョ）     | パク・チャンヒョン* | - 1ラウンド [国民コンサート] 「함께 가야 해 (一緒に行かなきゃ)」（原曲: 愛と平和）- 全員 「She Bangs」（原曲: Ricky Martin）- 全員 「바다 끝 (End of the Sea)」（原曲ː チェ・ベクホ）- パク・チャンヒョン、チョ・ヨノ 「맨 처음 고백 (Very First Confession)」（原曲ː ソン・チャンシク）- コ・ウンソン、ハ・ドンヨン 「Maman, La Plus Belle Du Monde」（原曲ː Luis Mariano）- コ・ウンソン 「질풍가도 (疾風街道)」（原曲ː ユ・ジョンソク）- 全員 「어떻게 이별까지 사랑하겠어, 널 사랑하는 거지 (How can I love the heartbreak, you're the one I love)」 （原曲ː AKMU）- チョ・ヨノ、ハ・ドンヨン 「불장난 (PLAYING WITH FIRE)」（原曲ː BLACKPINK）- 全員 - 2ラウンド [リーダー対決] 「미아 (迷子)」（原曲: リナ・パーク）- パク・チャンヒョン | - 1ラウンド [国民コンサート] マスター: 1152点 観客: 269点 - 2ラウンド [リーダー対決] マスター: 1175点 観客: 252点 - 合計: 2848点（1位） | 進出        |
| 무쌍마초 （一重まぶたマッチョ）     | ソン・ジヌク        | - 1ラウンド [国民コンサート] 「함께 가야 해 (一緒に行かなきゃ)」（原曲: 愛と平和）- 全員 「She Bangs」（原曲: Ricky Martin）- 全員 「바다 끝 (End of the Sea)」（原曲ː チェ・ベクホ）- パク・チャンヒョン、チョ・ヨノ 「맨 처음 고백 (Very First Confession)」（原曲ː ソン・チャンシク）- コ・ウンソン、ハ・ドンヨン 「Maman, La Plus Belle Du Monde」（原曲ː Luis Mariano）- コ・ウンソン 「질풍가도 (疾風街道)」（原曲ː ユ・ジョンソク）- 全員 「어떻게 이별까지 사랑하겠어, 널 사랑하는 거지 (How can I love the heartbreak, you're the one I love)」 （原曲ː AKMU）- チョ・ヨノ、ハ・ドンヨン 「불장난 (PLAYING WITH FIRE)」（原曲ː BLACKPINK）- 全員 - 2ラウンド [リーダー対決] 「미아 (迷子)」（原曲: リナ・パーク）- パク・チャンヒョン | - 1ラウンド [国民コンサート] マスター: 1152点 観客: 269点 - 2ラウンド [リーダー対決] マスター: 1175点 観客: 252点 - 合計: 2848点（1位） | 進出        |
| 무쌍마초 （一重まぶたマッチョ）     | コ・ウンソン        | - 1ラウンド [国民コンサート] 「함께 가야 해 (一緒に行かなきゃ)」（原曲: 愛と平和）- 全員 「She Bangs」（原曲: Ricky Martin）- 全員 「바다 끝 (End of the Sea)」（原曲ː チェ・ベクホ）- パク・チャンヒョン、チョ・ヨノ 「맨 처음 고백 (Very First Confession)」（原曲ː ソン・チャンシク）- コ・ウンソン、ハ・ドンヨン 「Maman, La Plus Belle Du Monde」（原曲ː Luis Mariano）- コ・ウンソン 「질풍가도 (疾風街道)」（原曲ː ユ・ジョンソク）- 全員 「어떻게 이별까지 사랑하겠어, 널 사랑하는 거지 (How can I love the heartbreak, you're the one I love)」 （原曲ː AKMU）- チョ・ヨノ、ハ・ドンヨン 「불장난 (PLAYING WITH FIRE)」（原曲ː BLACKPINK）- 全員 - 2ラウンド [リーダー対決] 「미아 (迷子)」（原曲: リナ・パーク）- パク・チャンヒョン | - 1ラウンド [国民コンサート] マスター: 1152点 観客: 269点 - 2ラウンド [リーダー対決] マスター: 1175点 観客: 252点 - 合計: 2848点（1位） | 進出        |
| 무쌍마초 （一重まぶたマッチョ）     | チョ・ヨノ          | - 1ラウンド [国民コンサート] 「함께 가야 해 (一緒に行かなきゃ)」（原曲: 愛と平和）- 全員 「She Bangs」（原曲: Ricky Martin）- 全員 「바다 끝 (End of the Sea)」（原曲ː チェ・ベクホ）- パク・チャンヒョン、チョ・ヨノ 「맨 처음 고백 (Very First Confession)」（原曲ː ソン・チャンシク）- コ・ウンソン、ハ・ドンヨン 「Maman, La Plus Belle Du Monde」（原曲ː Luis Mariano）- コ・ウンソン 「질풍가도 (疾風街道)」（原曲ː ユ・ジョンソク）- 全員 「어떻게 이별까지 사랑하겠어, 널 사랑하는 거지 (How can I love the heartbreak, you're the one I love)」 （原曲ː AKMU）- チョ・ヨノ、ハ・ドンヨン 「불장난 (PLAYING WITH FIRE)」（原曲ː BLACKPINK）- 全員 - 2ラウンド [リーダー対決] 「미아 (迷子)」（原曲: リナ・パーク）- パク・チャンヒョン | - 1ラウンド [国民コンサート] マスター: 1152点 観客: 269点 - 2ラウンド [リーダー対決] マスター: 1175点 観客: 252点 - 合計: 2848点（1位） | 進出        |
| 무쌍마초 （一重まぶたマッチョ）     | ハ・ドンヨン        | - 1ラウンド [国民コンサート] 「함께 가야 해 (一緒に行かなきゃ)」（原曲: 愛と平和）- 全員 「She Bangs」（原曲: Ricky Martin）- 全員 「바다 끝 (End of the Sea)」（原曲ː チェ・ベクホ）- パク・チャンヒョン、チョ・ヨノ 「맨 처음 고백 (Very First Confession)」（原曲ː ソン・チャンシク）- コ・ウンソン、ハ・ドンヨン 「Maman, La Plus Belle Du Monde」（原曲ː Luis Mariano）- コ・ウンソン 「질풍가도 (疾風街道)」（原曲ː ユ・ジョンソク）- 全員 「어떻게 이별까지 사랑하겠어, 널 사랑하는 거지 (How can I love the heartbreak, you're the one I love)」 （原曲ː AKMU）- チョ・ヨノ、ハ・ドンヨン 「불장난 (PLAYING WITH FIRE)」（原曲ː BLACKPINK）- 全員 - 2ラウンド [リーダー対決] 「미아 (迷子)」（原曲: リナ・パーク）- パク・チャンヒョン | - 1ラウンド [国民コンサート] マスター: 1152点 観客: 269点 - 2ラウンド [リーダー対決] マスター: 1175点 観客: 252点 - 合計: 2848点（1位） | 進出        |
| 숯 속의 진주들 （炭の中の真珠たち） | キム・ドンヒョン*   | - 1ラウンド [国民コンサート] 「Ohǃ Happy」（原曲: Country Kko Kko）- キム・ドンヒョン、パク・グァンソン、イ・ソロモン 「호랑나비 (アゲハチョウ)」（原曲: NAUL）- 全員 「어떤이의 꿈 (ある人の夢)」（原曲ː 봄.여름.가을.겨울 (春.夏.秋.冬)）- パク・グァンソン、イム・ジス 「사랑이란건 (愛というのは)」（原曲ː プファル）- キム・ドンヒョン、イ・ソロモン 「아름다운 강산 (美しき江山)」（原曲ː イ・ソニ）- キム・ユハ 「순정 (純情)」（原曲ː コヨーテ）- 全員 - 2ラウンド [リーダー対決] 「오늘 (今日)」（原曲: シン・ヨンジェ）- キム・ドンヒョン | - 1ラウンド [国民コンサート] マスター: 1158点 観客: 273点 - 2ラウンド [リーダー対決] マスター: 1028点 観客: 236点 - 合計: 2695点（2位） | 進出（追加) |
| 숯 속의 진주들 （炭の中の真珠たち） | イ・ソロモン        | - 1ラウンド [国民コンサート] 「Ohǃ Happy」（原曲: Country Kko Kko）- キム・ドンヒョン、パク・グァンソン、イ・ソロモン 「호랑나비 (アゲハチョウ)」（原曲: NAUL）- 全員 「어떤이의 꿈 (ある人の夢)」（原曲ː 봄.여름.가을.겨울 (春.夏.秋.冬)）- パク・グァンソン、イム・ジス 「사랑이란건 (愛というのは)」（原曲ː プファル）- キム・ドンヒョン、イ・ソロモン 「아름다운 강산 (美しき江山)」（原曲ː イ・ソニ）- キム・ユハ 「순정 (純情)」（原曲ː コヨーテ）- 全員 - 2ラウンド [リーダー対決] 「오늘 (今日)」（原曲: シン・ヨンジェ）- キム・ドンヒョン | - 1ラウンド [国民コンサート] マスター: 1158点 観客: 273点 - 2ラウンド [リーダー対決] マスター: 1028点 観客: 236点 - 合計: 2695点（2位） | 進出（追加) |
| 숯 속의 진주들 （炭の中の真珠たち） | パク・グァンソン    | - 1ラウンド [国民コンサート] 「Ohǃ Happy」（原曲: Country Kko Kko）- キム・ドンヒョン、パク・グァンソン、イ・ソロモン 「호랑나비 (アゲハチョウ)」（原曲: NAUL）- 全員 「어떤이의 꿈 (ある人の夢)」（原曲ː 봄.여름.가을.겨울 (春.夏.秋.冬)）- パク・グァンソン、イム・ジス 「사랑이란건 (愛というのは)」（原曲ː プファル）- キム・ドンヒョン、イ・ソロモン 「아름다운 강산 (美しき江山)」（原曲ː イ・ソニ）- キム・ユハ 「순정 (純情)」（原曲ː コヨーテ）- 全員 - 2ラウンド [リーダー対決] 「오늘 (今日)」（原曲: シン・ヨンジェ）- キム・ドンヒョン | - 1ラウンド [国民コンサート] マスター: 1158点 観客: 273点 - 2ラウンド [リーダー対決] マスター: 1028点 観客: 236点 - 合計: 2695点（2位） | 脱落        |
| 숯 속의 진주들 （炭の中の真珠たち） | イム・ジス          | - 1ラウンド [国民コンサート] 「Ohǃ Happy」（原曲: Country Kko Kko）- キム・ドンヒョン、パク・グァンソン、イ・ソロモン 「호랑나비 (アゲハチョウ)」（原曲: NAUL）- 全員 「어떤이의 꿈 (ある人の夢)」（原曲ː 봄.여름.가을.겨울 (春.夏.秋.冬)）- パク・グァンソン、イム・ジス 「사랑이란건 (愛というのは)」（原曲ː プファル）- キム・ドンヒョン、イ・ソロモン 「아름다운 강산 (美しき江山)」（原曲ː イ・ソニ）- キム・ユハ 「순정 (純情)」（原曲ː コヨーテ）- 全員 - 2ラウンド [リーダー対決] 「오늘 (今日)」（原曲: シン・ヨンジェ）- キム・ドンヒョン | - 1ラウンド [国民コンサート] マスター: 1158点 観客: 273点 - 2ラウンド [リーダー対決] マスター: 1028点 観客: 236点 - 合計: 2695点（2位） | 脱落        |
| 숯 속의 진주들 （炭の中の真珠たち） | キム・ユハ          | - 1ラウンド [国民コンサート] 「Ohǃ Happy」（原曲: Country Kko Kko）- キム・ドンヒョン、パク・グァンソン、イ・ソロモン 「호랑나비 (アゲハチョウ)」（原曲: NAUL）- 全員 「어떤이의 꿈 (ある人の夢)」（原曲ː 봄.여름.가을.겨울 (春.夏.秋.冬)）- パク・グァンソン、イム・ジス 「사랑이란건 (愛というのは)」（原曲ː プファル）- キム・ドンヒョン、イ・ソロモン 「아름다운 강산 (美しき江山)」（原曲ː イ・ソニ）- キム・ユハ 「순정 (純情)」（原曲ː コヨーテ）- 全員 - 2ラウンド [リーダー対決] 「오늘 (今日)」（原曲: シン・ヨンジェ）- キム・ドンヒョン | - 1ラウンド [国民コンサート] マスター: 1158点 観客: 273点 - 2ラウンド [リーダー対決] マスター: 1028点 観客: 236点 - 合計: 2695点（2位） | 進出（追加) |
| 5소리 (ファイブボイス）             | イム・ハンビョル*   | - 1ラウンド [国民コンサート] 「사랑하긴 했었나요 스쳐가는 인연이었나요 짧지않은 우리 함께했던 시간들이 자꾸 내 마음을 가둬두네 (Baby I need you)」 （原曲: JANNABI）- イム・ハンビョル、チェ・ジンソル 「이별의 끝은 어디인가요 (別れの果てはどこですか)」（原曲: ヤン・スギョン）- キム・ヒソク 「Decalcomanie」（原曲ː MAMAMOO）- キム・ヒソク、イム・ハンビョル 「신청곡 (リクエスト曲)」（原曲ː イ・ソラ feat. SUGA of BTS）- イ・ジュチョン 「Kiss Me」（原曲ː J.Y. Park）- 全員 - 2ラウンド [リーダー対決] 「아가에게 (ベイビーへ)」（原曲: ソンゴルメ）- イム・ハンビョル | - 1ラウンド [国民コンサート] マスター: 1025点 観客: 188点 - 2ラウンド [リーダー対決] マスター: 982点 観客: 125点 - 合計: 2320点（5位）  | 進出（追加) |
| 5소리 (ファイブボイス）             | イ・ジュチョン      | - 1ラウンド [国民コンサート] 「사랑하긴 했었나요 스쳐가는 인연이었나요 짧지않은 우리 함께했던 시간들이 자꾸 내 마음을 가둬두네 (Baby I need you)」 （原曲: JANNABI）- イム・ハンビョル、チェ・ジンソル 「이별의 끝은 어디인가요 (別れの果てはどこですか)」（原曲: ヤン・スギョン）- キム・ヒソク 「Decalcomanie」（原曲ː MAMAMOO）- キム・ヒソク、イム・ハンビョル 「신청곡 (リクエスト曲)」（原曲ː イ・ソラ feat. SUGA of BTS）- イ・ジュチョン 「Kiss Me」（原曲ː J.Y. Park）- 全員 - 2ラウンド [リーダー対決] 「아가에게 (ベイビーへ)」（原曲: ソンゴルメ）- イム・ハンビョル | - 1ラウンド [国民コンサート] マスター: 1025点 観客: 188点 - 2ラウンド [リーダー対決] マスター: 982点 観客: 125点 - 合計: 2320点（5位）  | 脱落        |
| 5소리 (ファイブボイス）             | チェ・ジンソル      | - 1ラウンド [国民コンサート] 「사랑하긴 했었나요 스쳐가는 인연이었나요 짧지않은 우리 함께했던 시간들이 자꾸 내 마음을 가둬두네 (Baby I need you)」 （原曲: JANNABI）- イム・ハンビョル、チェ・ジンソル 「이별의 끝은 어디인가요 (別れの果てはどこですか)」（原曲: ヤン・スギョン）- キム・ヒソク 「Decalcomanie」（原曲ː MAMAMOO）- キム・ヒソク、イム・ハンビョル 「신청곡 (リクエスト曲)」（原曲ː イ・ソラ feat. SUGA of BTS）- イ・ジュチョン 「Kiss Me」（原曲ː J.Y. Park）- 全員 - 2ラウンド [リーダー対決] 「아가에게 (ベイビーへ)」（原曲: ソンゴルメ）- イム・ハンビョル | - 1ラウンド [国民コンサート] マスター: 1025点 観客: 188点 - 2ラウンド [リーダー対決] マスター: 982点 観客: 125点 - 合計: 2320点（5位）  | 脱落        |
| 5소리 (ファイブボイス）             | キム・ヨングン      | - 1ラウンド [国民コンサート] 「사랑하긴 했었나요 스쳐가는 인연이었나요 짧지않은 우리 함께했던 시간들이 자꾸 내 마음을 가둬두네 (Baby I need you)」 （原曲: JANNABI）- イム・ハンビョル、チェ・ジンソル 「이별의 끝은 어디인가요 (別れの果てはどこですか)」（原曲: ヤン・スギョン）- キム・ヒソク 「Decalcomanie」（原曲ː MAMAMOO）- キム・ヒソク、イム・ハンビョル 「신청곡 (リクエスト曲)」（原曲ː イ・ソラ feat. SUGA of BTS）- イ・ジュチョン 「Kiss Me」（原曲ː J.Y. Park）- 全員 - 2ラウンド [リーダー対決] 「아가에게 (ベイビーへ)」（原曲: ソンゴルメ）- イム・ハンビョル | - 1ラウンド [国民コンサート] マスター: 1025点 観客: 188点 - 2ラウンド [リーダー対決] マスター: 982点 観客: 125点 - 合計: 2320点（5位）  | 脱落        |
| 5소리 (ファイブボイス）             | キム・ヒソク        | - 1ラウンド [国民コンサート] 「사랑하긴 했었나요 스쳐가는 인연이었나요 짧지않은 우리 함께했던 시간들이 자꾸 내 마음을 가둬두네 (Baby I need you)」 （原曲: JANNABI）- イム・ハンビョル、チェ・ジンソル 「이별의 끝은 어디인가요 (別れの果てはどこですか)」（原曲: ヤン・スギョン）- キム・ヒソク 「Decalcomanie」（原曲ː MAMAMOO）- キム・ヒソク、イム・ハンビョル 「신청곡 (リクエスト曲)」（原曲ː イ・ソラ feat. SUGA of BTS）- イ・ジュチョン 「Kiss Me」（原曲ː J.Y. Park）- 全員 - 2ラウンド [リーダー対決] 「아가에게 (ベイビーへ)」（原曲: ソンゴルメ）- イム・ハンビョル | - 1ラウンド [国民コンサート] マスター: 1025点 観客: 188点 - 2ラウンド [リーダー対決] マスター: 982点 観客: 125点 - 合計: 2320点（5位）  | 進出（追加) |
| 국가봉 （国歌ボン）                 | パク・チャングン*   | - 1ラウンド [国民コンサート] 「웨딩 케익 (The Wedding Cake)」（原曲: Connie Francis）- キム・ソンジュン、キム・ヨンフム、パク・チャングン 「사랑의 진실 (Truth of Love)」（原曲: Onions）- キム・ソンジュン、キム・ヨンフム、パク・チャングン 「Hot stuff (パク・ミギョンver.)」（原曲ː Donna Summer）- チ・セヒ、ジヌン、（キム・ソンジュン） 「사랑이 지나가면 (愛が過ぎ去れば)」（原曲ː イ・ムンセ）- キム・ヨンフム 「나는 사랑에 빠졌어요 (Fall In love With You)」（原曲ː イ・ソニ）- パク・チャングン 「밤에 피는 장미 (夜に咲くバラ)」（原曲ː オウロギ）- 全員 - 2ラウンド [リーダー対決] 「외로운 사람들 (Alone People)」（原曲: イ・ジョンソン）- パク・チャングン                                                                   | - 1ラウンド [国民コンサート] マスター: 1041点 観客: 215点 - 2ラウンド [リーダー対決] マスター: 1072点 観客: 224点 - 合計: 2552点（3位） | 進出（追加) |
| 국가봉 （国歌ボン）                 | キム・ソンジュン    | - 1ラウンド [国民コンサート] 「웨딩 케익 (The Wedding Cake)」（原曲: Connie Francis）- キム・ソンジュン、キム・ヨンフム、パク・チャングン 「사랑의 진실 (Truth of Love)」（原曲: Onions）- キム・ソンジュン、キム・ヨンフム、パク・チャングン 「Hot stuff (パク・ミギョンver.)」（原曲ː Donna Summer）- チ・セヒ、ジヌン、（キム・ソンジュン） 「사랑이 지나가면 (愛が過ぎ去れば)」（原曲ː イ・ムンセ）- キム・ヨンフム 「나는 사랑에 빠졌어요 (Fall In love With You)」（原曲ː イ・ソニ）- パク・チャングン 「밤에 피는 장미 (夜に咲くバラ)」（原曲ː オウロギ）- 全員 - 2ラウンド [リーダー対決] 「외로운 사람들 (Alone People)」（原曲: イ・ジョンソン）- パク・チャングン                                                                   | - 1ラウンド [国民コンサート] マスター: 1041点 観客: 215点 - 2ラウンド [リーダー対決] マスター: 1072点 観客: 224点 - 合計: 2552点（3位） | 進出（追加) |
| 국가봉 （国歌ボン）                 | チ・セヒ            | - 1ラウンド [国民コンサート] 「웨딩 케익 (The Wedding Cake)」（原曲: Connie Francis）- キム・ソンジュン、キム・ヨンフム、パク・チャングン 「사랑의 진실 (Truth of Love)」（原曲: Onions）- キム・ソンジュン、キム・ヨンフム、パク・チャングン 「Hot stuff (パク・ミギョンver.)」（原曲ː Donna Summer）- チ・セヒ、ジヌン、（キム・ソンジュン） 「사랑이 지나가면 (愛が過ぎ去れば)」（原曲ː イ・ムンセ）- キム・ヨンフム 「나는 사랑에 빠졌어요 (Fall In love With You)」（原曲ː イ・ソニ）- パク・チャングン 「밤에 피는 장미 (夜に咲くバラ)」（原曲ː オウロギ）- 全員 - 2ラウンド [リーダー対決] 「외로운 사람들 (Alone People)」（原曲: イ・ジョンソン）- パク・チャングン                                                                   | - 1ラウンド [国民コンサート] マスター: 1041点 観客: 215点 - 2ラウンド [リーダー対決] マスター: 1072点 観客: 224点 - 合計: 2552点（3位） | 脱落        |
| 국가봉 （国歌ボン）                 | キム・ヨンフム      | - 1ラウンド [国民コンサート] 「웨딩 케익 (The Wedding Cake)」（原曲: Connie Francis）- キム・ソンジュン、キム・ヨンフム、パク・チャングン 「사랑의 진실 (Truth of Love)」（原曲: Onions）- キム・ソンジュン、キム・ヨンフム、パク・チャングン 「Hot stuff (パク・ミギョンver.)」（原曲ː Donna Summer）- チ・セヒ、ジヌン、（キム・ソンジュン） 「사랑이 지나가면 (愛が過ぎ去れば)」（原曲ː イ・ムンセ）- キム・ヨンフム 「나는 사랑에 빠졌어요 (Fall In love With You)」（原曲ː イ・ソニ）- パク・チャングン 「밤에 피는 장미 (夜に咲くバラ)」（原曲ː オウロギ）- 全員 - 2ラウンド [リーダー対決] 「외로운 사람들 (Alone People)」（原曲: イ・ジョンソン）- パク・チャングン                                                                   | - 1ラウンド [国民コンサート] マスター: 1041点 観客: 215点 - 2ラウンド [リーダー対決] マスター: 1072点 観客: 224点 - 合計: 2552点（3位） | 進出（追加) |
| 국가봉 （国歌ボン）                 | ジヌン              | - 1ラウンド [国民コンサート] 「웨딩 케익 (The Wedding Cake)」（原曲: Connie Francis）- キム・ソンジュン、キム・ヨンフム、パク・チャングン 「사랑의 진실 (Truth of Love)」（原曲: Onions）- キム・ソンジュン、キム・ヨンフム、パク・チャングン 「Hot stuff (パク・ミギョンver.)」（原曲ː Donna Summer）- チ・セヒ、ジヌン、（キム・ソンジュン） 「사랑이 지나가면 (愛が過ぎ去れば)」（原曲ː イ・ムンセ）- キム・ヨンフム 「나는 사랑에 빠졌어요 (Fall In love With You)」（原曲ː イ・ソニ）- パク・チャングン 「밤에 피는 장미 (夜に咲くバラ)」（原曲ː オウロギ）- 全員 - 2ラウンド [リーダー対決] 「외로운 사람들 (Alone People)」（原曲: イ・ジョンソン）- パク・チャングン                                                                   | - 1ラウンド [国民コンサート] マスター: 1041点 観客: 215点 - 2ラウンド [リーダー対決] マスター: 1072点 観客: 224点 - 合計: 2552点（3位） | 脱落        |

TOP3
| 順位 | 名前         |
| ---- | ------------ |
| 1位  | コ・ウンソン |
| 2位  | -            |
| 3位  | -            |

### 準決勝
| - | メンバー           | 使用楽曲 | 点数                 | 点数                        | 点数   | 点数   | 結果              |
| - | メンバー           | 使用楽曲 | 1R                   | 2R                          | 視聴者 | 合計   | 結果              |
| - | ------------------ | --- | -------------------- | --------------------------- | ------ | ------ | ----------------- |
| ① | キム・ヒソク       | - 1ラウンド [ライバル対決] 「부디 (Please)」（原曲: シム・ギュソン) - キム・ヒソク 「Shout」（原曲: キム・ギョンホ）- ソン・ジヌク - 2ラウンド [デュエット対決] 「코뿔소 (サイ)」（原曲: ハン・ヨンエ）- キム・ヒソク＆ソン・ジヌク | 1147点 （6位）       | マスター: 200点 観客: 171点 | 410点  | 1928点 | 決勝進出 （3位）  |
| ① | ソン・ジヌク       | - 1ラウンド [ライバル対決] 「부디 (Please)」（原曲: シム・ギュソン) - キム・ヒソク 「Shout」（原曲: キム・ギョンホ）- ソン・ジヌク - 2ラウンド [デュエット対決] 「코뿔소 (サイ)」（原曲: ハン・ヨンエ）- キム・ヒソク＆ソン・ジヌク | 1160点+30点 （2位）  | マスター: 40点 観客: 129点  | 360点  | 1719点 | 決勝進出 （9位）  |
| ② | キム・ユハ         | - 1ラウンド [ライバル対決] 「너랑 나 (You & I)」（原曲: IU) - キム・ユハ 「만약에 말야 (もしも)」（原曲: Noel）- イ・ソロモン - 2ラウンド [デュエット対決] 「난 너에게 (私は君に)」（原曲: チョン・スラ）- キム・ユハ＆イ・ソロモン | 1061点 （13位）      | マスター: 60点 観客: 95点   | 400点  | 1616点 | 脱落 （12位）     |
| ② | イ・ソロモン       | - 1ラウンド [ライバル対決] 「너랑 나 (You & I)」（原曲: IU) - キム・ユハ 「만약에 말야 (もしも)」（原曲: Noel）- イ・ソロモン - 2ラウンド [デュエット対決] 「난 너에게 (私は君に)」（原曲: チョン・スラ）- キム・ユハ＆イ・ソロモン | 1126点＋30点 （4位） | マスター: 180点 観客: 205点 | 450点  | 1991点 | 決勝進出 （2位）  |
| ③ | パク・チャンヒョン | - 1ラウンド [ライバル対決] 「겨울 사랑 (Winter Love)」（原曲: The One) - パク・チャンヒョン 「말리꽃 (Jasmine Flower)」（原曲: イ・スンチョル）- キム・ドンヒョン - 2ラウンド [デュエット対決] 「첫눈처럼 너에게 가겠다 (初雪のように君のもとへ行く)」（原曲: Ailee）- パク・チャンヒョン＆キム・ドンヒョン                                        | 1164点 （3位）       | マスター: 140点 観客: 170点 | 390点  | 1864点 | 決勝進出 （7位）  |
| ③ | キム・ドンヒョン   | - 1ラウンド [ライバル対決] 「겨울 사랑 (Winter Love)」（原曲: The One) - パク・チャンヒョン 「말리꽃 (Jasmine Flower)」（原曲: イ・スンチョル）- キム・ドンヒョン - 2ラウンド [デュエット対決] 「첫눈처럼 너에게 가겠다 (初雪のように君のもとへ行く)」（原曲: Ailee）- パク・チャンヒョン＆キム・ドンヒョン                                        | 1194点+30点 （1位）  | マスター: 100点 観客: 130点 | 440点  | 1894点 | 決勝進出 （5位）  |
| ④ | イ・ビョンチャン   | - 1ラウンド [ライバル対決] 「열애중 (Love, ing)」（原曲: ベン) - イ・ビョンチャン 「ROSE」（原曲: イ・ハイ）- ハ・ドンヨン - 2ラウンド [デュエット対決] 「이 바보야 (The fool)」（原曲: チョン・スンファン）- イ・ビョンチャン&ハ・ドンヨン | 1059点 （14位）      | マスター: 140点 観客: 214点 | 460点  | 1873点 | 決勝進出 （6位）  |
| ④ | ハ・ドンヨン       | - 1ラウンド [ライバル対決] 「열애중 (Love, ing)」（原曲: ベン) - イ・ビョンチャン 「ROSE」（原曲: イ・ハイ）- ハ・ドンヨン - 2ラウンド [デュエット対決] 「이 바보야 (The fool)」（原曲: チョン・スンファン）- イ・ビョンチャン&ハ・ドンヨン | 1113点+30点 （8位）  | マスター: 100点 観客: 86点  | 330点  | 1659点 | 脱落 （11位）     |
| ⑤ | コ・ウンソン       | - 1ラウンド [ライバル対決] 「We love you」（原曲: ミン・ヘギョン) - コ・ウンソン 「야생화 (Wild Flower)」（原曲: パク・ヒョシン）- イム・ハンビョル - 2ラウンド [デュエット対決] 「PIANO MAN」（原曲: MAMAMOO）- コ・ウンソン＆イム・ハンビョル | 1097点+30点 （9位）  | マスター: 200点 観客: 242点 | 430点  | 1999点 | 決勝進出 （1位）  |
| ⑤ | イム・ハンビョル   | - 1ラウンド [ライバル対決] 「We love you」（原曲: ミン・ヘギョン) - コ・ウンソン 「야생화 (Wild Flower)」（原曲: パク・ヒョシン）- イム・ハンビョル - 2ラウンド [デュエット対決] 「PIANO MAN」（原曲: MAMAMOO）- コ・ウンソン＆イム・ハンビョル | 1062点 （12位）      | マスター: 40点 観客: 58点   | 350点  | 1510点 | 脱落 （14位）     |
| ⑥ | キム・ヨンフム     | - 1ラウンド [ライバル対決] 「비와 당신의 이야기 (雨とあなたの物語)」（原曲: プファル) - キム・ヨンフム 「내 생에 아름다운 (僕の人生で美しい)」（原曲: K.will）- チョ・ヨノ - 2ラウンド [デュエット対決] 「보름달 (Full Moon)」（原曲: ソンミ）- キム・ヨンフム＆チョ・ヨノ                                                                         | 1085点 （10位）      | マスター: 160点 観客: 95点  | 370点  | 1710点 | 決勝進出 （10位） |
| ⑥ | チョ・ヨノ         | - 1ラウンド [ライバル対決] 「비와 당신의 이야기 (雨とあなたの物語)」（原曲: プファル) - キム・ヨンフム 「내 생에 아름다운 (僕の人生で美しい)」（原曲: K.will）- チョ・ヨノ - 2ラウンド [デュエット対決] 「보름달 (Full Moon)」（原曲: ソンミ）- キム・ヨンフム＆チョ・ヨノ                                                                         | 1125点+30点 （5位）  | マスター: 80点 観客: 205点  | 380点  | 1820点 | 決勝進出 （8位）  |
| ⑦ | キム・ソンジュン   | - 1ラウンド [ライバル対決] 「주저하는 연인들을 위해 (躊躇う恋人たちのために)」（原曲: JANNABI) - パク・チャングン 「잠 못 드는 밤 비는 내리고 (Sleepless Rainy Night)」（原曲: キム・ゴンモ）- キム・ソンジュン - 2ラウンド [デュエット対決] 「기다린 만큼,더 (待っただけ、さらに)」（原曲: The Black Skirts）- キム・ソンジュン＆パク・チャングン | 1065点 （11位）      | マスター: 60点 観客: 128点  | 340点  | 1593点 | 脱落 （13位）     |
| ⑦ | パク・チャングン   | - 1ラウンド [ライバル対決] 「주저하는 연인들을 위해 (躊躇う恋人たちのために)」（原曲: JANNABI) - パク・チャングン 「잠 못 드는 밤 비는 내리고 (Sleepless Rainy Night)」（原曲: キム・ゴンモ）- キム・ソンジュン - 2ラウンド [デュエット対決] 「기다린 만큼,더 (待っただけ、さらに)」（原曲: The Black Skirts）- キム・ソンジュン＆パク・チャングン | 1117点+30点 （6位）  | マスター: 180点 観客: 172点 | 420点  | 1919点 | 決勝進出 （4位）  |

TOP10
| 順位 | 名前               | 1R     | 2R    | 視聴者 | 合計   |
| ---- | ------------------ | ------ | ----- | ------ | ------ |
| 1位  | コ・ウンソン       | 1127点 | 442点 | 430点  | 1999点 |
| 2位  | イ・ソロモン       | 1156点 | 385点 | 450点  | 1991点 |
| 3位  | キム・ヒソク       | 1147点 | 371点 | 410点  | 1928点 |
| 4位  | パク・チャングン   | 1147点 | 352点 | 420点  | 1919点 |
| 5位  | キム・ドンヒョン   | 1224点 | 230点 | 440点  | 1894点 |
| 6位  | イ・ビョンチャン   | 1059点 | 354点 | 460点  | 1873点 |
| 7位  | パク・チャンヒョン | 1164点 | 270点 | 390点  | 1864点 |
| 8位  | チョ・ヨノ         | 1155点 | 285点 | 380点  | 1820点 |
| 9位  | ソン・ジヌク       | 1190点 | 169点 | 360点  | 1719点 |
| 10位 | キム・ヨンフム     | 1085点 | 255点 | 370点  | 1710点 |
| 11位 | ハ・ドンヨン       | 1143点 | 186点 | 330点  | 1659点 |
| 12位 | キム・ユハ         | 1061点 | 155点 | 400点  | 1616点 |
| 13位 | キム・ソンジュン   | 1065点 | 188点 | 340点  | 1593点 |
| 14位 | イム・ハンビョル   | 1062点 | 98点  | 350点  | 1510点 |

### 決勝1回戦:レジェンドミッション
レジェンド歌手（ペク・チヨン、キム・ボムス、プファル、VIBE）の楽曲を披露する。合計点数は2500点（マスター900点(35%）、観客300点(12%)、リアルタイム視聴者投票1300点(52%)）
リアルタイム視聴者投票の最終投票数は181万676票。うち有効票として認められた票数は149万3,246票となった。
| 名前               | 使用楽曲                                                                            | 1R                          | 視聴者                   | 合計      | 結果                   |
| ------------------ | ----------------------------------------------------------------------------------- | --------------------------- | ------------------------ | --------- | ---------------------- |
| キム・ヨンフム     | 「피우든 마시든 (Smoking or Drinking)」 （原曲: キム・ボムス)                       | マスター: 812点 観客: 161点 | 132,51点 （3万7,413票）  | 1105.51点 | 脱落 （10位）          |
| ソン・ジヌク       | 「마술사 (魔術師)」 （原曲: プファル)                                               | マスター: 866点 観客: 252点 | 329.61点 （9万3,059票）  | 1447.61点 | ファイナル進出 （7位） |
| チョ・ヨノ         | 「사랑했던 날들 (愛してた日々)」 （原曲: ペク・チヨン)                              | マスター: 841点 観客: 189点 | 136.36点 （3万8,499票）  | 1166.36点 | 脱落 （8位）           |
| パク・チャンヒョン | 「거짓말이라도 해서 널 보고싶어 (嘘でも言って君に会いたい) 」 （原曲: ペク・チヨン) | マスター: 770点 観客: 224点 | 534.30点 （15万850票）   | 1528.30点 | ファイナル進出 （5位） |
| イ・ビョンチャン   | 「나타나 (現れて)」 （原曲: キム・ボムス)                                           | マスター: 864点 観客: 231点 | 522.35点 （14万7,475票） | 1617.35点 | ファイナル進出 （4位） |
| キム・ドンヒョン   | 「오직 너만 (ただ君だけ)」 （原曲: キム・ボムス)                                    | マスター: 896点 観客: 247点 | 893.97点 （25万2,397票） | 2036.97点 | ファイナル進出 （2位） |
| パク・チャングン   | 「다시 사랑한다면 (また愛するなら)」 （原曲: ト・ウォンギョン)                      | マスター: 883点 観客: 247点 | 1300点 （36万7,031票）   | 2430.00点 | ファイナル進出 （1位） |
| キム・ヒソク       | 「술이야 (酒よ)」 （原曲: VIBE)                                                     | マスター: 834点 観客: 170点 | 116.62点 （3万2,926票）  | 1120.62点 | 脱落 （9位）           |
| イ・ソロモン       | 「사랑 안 해 (愛さない)」 （原曲: ペク・チヨン)                                     | マスター: 882点 観客: 197点 | 820.30点 （23万1,596票） | 1899.30点 | ファイナル進出 （3位） |
| コ・ウンソン       | 「가을 타나봐 (Fall in Fall)」 （原曲: VIBE)                                        | マスター: 801点 観客: 203点 | 502.95点 （14万2,000票） | 1506.95点 | ファイナル進出 （6位） |

TOP7
| 順位 | 名前               | 1R     | リアルタイム視聴者投票  | 合計      |
| ---- | ------------------ | ------ | ----------------------- | --------- |
| 1位  | パク・チャングン   | 1130点 | 1300点（36万7,031票）   | 2430.00点 |
| 2位  | キム・ドンヒョン   | 1143点 | 893.97点（25万2,397票） | 2036.97点 |
| 3位  | イ・ソロモン       | 1079点 | 820.30点（23万1,596票） | 1899.30点 |
| 4位  | イ・ビョンチャン   | 1095点 | 522.35点（14万7,475票） | 1617.35点 |
| 5位  | パク・チャンヒョン | 994点  | 534.30点（15万850票）   | 1528.30点 |
| 6位  | コ・ウンソン       | 1004点 | 502.95点（14万2,000票） | 1506.95点 |
| 7位  | ソン・ジヌク       | 1118点 | 329.61点（9万3,059票）  | 1447.61点 |
| 8位  | チョ・ヨノ         | 1030点 | 136.36点（3万8,499票）  | 1166.36点 |
| 9位  | キム・ヒソク       | 1004点 | 116.62点（3万2,926票）  | 1120.62点 |
| 10位 | キム・ヨンフム     | 973点  | 132,51点（3万7,413票）  | 1105.51点 |

### 決勝2回戦:人生最高の1曲
合計点数は4000点（マスター1100点(27.5%)、観客300点(7.5%)、国民応援投票200点(5%)、視聴者投票2400点(60%)）
リアルタイム視聴者投票の最終投票数は235万9438票。うち有効票として認められた票数は201万1,667票となった。
| 名前               | 使用楽曲                                                                    | 2R                           | 国民応援投票                                    | 視聴者                    | 合計      | 結果 |
| ------------------ | --------------------------------------------------------------------------- | ---------------------------- | ----------------------------------------------- | ------------------------- | --------- | ---- |
| ソン・ジヌク       | 「DNA」 （原曲: BTS)                                                        | マスター: 1011点 観客: 236点 | 応援票: 140点（12.5%） VOD: 15点（308,786回）   | 388.19点 （8万1,310票）   | 1790.19点 | 7位  |
| コ・ウンソン       | 「어른 아이 (Childish Adult)」 （原曲: GUMMY)                               | マスター: 1019点 観客: 200点 | 応援票: 130点（12.2%） VOD: 30点（1,678,104回） | 547.58点 （11万4,695票）  | 1926.58点 | 6位  |
| パク・チャンヒョン | 「살다가 (生きて) 」 （原曲: SG WANNABE)                                    | マスター: 1020点 観客: 255点 | 応援票: 145点（14.0%） VOD: 20点（1,279,826回） | 1209.15点 （25万3,265票） | 2649.15点 | 4位  |
| イ・ビョンチャン   | 「첫눈 (初雪)」 （原曲: チョン・ジュニル)                                   | マスター: 1055点 観客: 239点 | 応援票: 135点（12.3%） VOD: 40点（1,813,792回） | 984.96点 （20万6,307票）  | 2453.96点 | 5位  |
| イ・ソロモン       | 「이 또한 지나가리라 (これもまた過ぎていくだろう)」 （原曲: イム・ジェボム) | マスター: 1094点 観客: 242点 | 応援票: 160点（17.2%） VOD: 35点（1,760,104回） | 1904.97点 （39万9,009票） | 3435.97点 | 3位  |
| キム・ドンヒョン   | 「나를 사랑했던 사람아 (ただ君だけ)」 （原曲: ホ・ガク)                     | マスター: 1097点 観客: 250点 | 応援票: 155点（16.5%） VOD: 10点（132,617回）   | 2169.35点 （45万4,385票） | 3681.35点 | 2位  |
| パク・チャングン   | 「엄마 (母)」 （原曲: パク・チャングン)                                     | マスター: 1056点 観客: 210点 | 応援票: 150点（15.2%） VOD: 25点（1,383,510回） | 2400.00点 （50万2,696票） | 3841.00点 | 1位  |

最終結果
| 順位 | 名前               | 2R     | 国民応援投票 | リアルタイム視聴者投票   | 合計      |
| ---- | ------------------ | ------ | ------------ | ------------------------ | --------- |
| 1位  | パク・チャングン   | 1266点 | 175点        | 2400点（50万2,696票）    | 3841.00点 |
| 2位  | キム・ドンヒョン   | 1347点 | 165点        | 2169.35点（45万4,385票） | 3681.35点 |
| 3位  | イ・ソロモン       | 1336点 | 195点        | 1904.97点（39万9,009票） | 3435.97点 |
| 4位  | パク・チャンヒョン | 1275点 | 165点        | 1209.15点（25万3,265票） | 2649.15点 |
| 5位  | イ・ビョンチャン   | 1294点 | 175点        | 984.96点（20万6,307票）  | 2453.96点 |
| 6位  | コ・ウンソン       | 1219点 | 160点        | 547.58点（11万4,695票）  | 1926.58点 |
| 7位  | ソン・ジヌク       | 1247点 | 155点        | 388.19点（8万1,310票）   | 1790.19点 |

### 視聴者投票
| 順位 | 1週目 10月22日～10月25日 | 2週目 10月28日～11月3日 | 3週目 11月4日～11月10日 | 4週目 11月11日～11月17日 | 5週目 11月18日～11月24日 | 6週目 11月25日～12月1日 | 7週目 12月2日～12月8日 |
| ---- | ------------------------ | ----------------------- | ----------------------- | ------------------------ | ------------------------ | ----------------------- | ---------------------- |
| 1位  | イ・ソロモン             | イ・ビョンチャン ↑      | イ・ビョンチャン →      | イ・ビョンチャン →       | キム・ドンヒョン ↑       | キム・ドンヒョン →      | イ・ソロモン ↑         |
| 2位  | イ・ビョンチャン         | イ・ソロモン ↓          | イ・ソロモン →          | キム・ドンヒョン ↑       | イ・ソロモン ↑           | イ・ソロモン →          | キム・ドンヒョン ↓     |
| 3位  | コ・ウンソン             | コ・ウンソン →          | パク・チャングン ↑      | パク・チャンヒョン ↑     | イ・ビョンチャン ↓       | パク・チャンヒョン ↑    | パク・チャンヒョン →   |
| 4位  | キム・ヒソク             | パク・チャングン ↑      | コ・ウンソン ↓          | パク・チャングン ↓       | コ・ウンソン ↑           | イ・ビョンチャン ↓      | パク・チャングン ↑     |
| 5位  | キム・ドンヒョン         | キム・ドンヒョン →      | キム・ヒソク ↑          | イ・ソロモン ↓           | キム・ユハ ↑             | パク・チャングン ↑      | ソン・ジヌク ↑         |
| 6位  | -                        | キム・ヨンフム          | キム・ドンヒョン ↓      | コ・ウンソン ↓           | パク・チャングン ↓       | キム・ユハ ↓            | コ・ウンソン ↑         |
| 7位  | -                        | キム・ヒソク            | キム・ユハ ↑            | キム・ヒソク ↓           | パク・チャンヒョン ↓     | コ・ウンソン ↓          | イ・ビョンチャン ↓     |

累計投票数
12月22日23:59までの累計投票数は254万2386票。
| 順位 | 2週目 ～11月3日  | 3週目 ～11月10日   | ４週目～11月17日   | 5週目 ～11月24日   | 6週目 ～12月1日    | 7週目 ～12月8日    |
| ---- | ---------------- | ------------------ | ------------------ | ------------------ | ------------------ | ------------------ |
| 1位  | イ・ビョンチャン | イ・ビョンチャン → | イ・ビョンチャン → | イ・ビョンチャン → | イ・ビョンチャン → | イ・ソロモン ↑     |
| 2位  | イ・ソロモン     | イ・ソロモン →     | イ・ソロモン →     | イ・ソロモン →     | イ・ソロモン →     | キム・ドンヒョン ↑ |
| 3位  | コ・ウンソン     | コ・ウンソン →     | キム・ドンヒョン ↑ | キム・ドンヒョン → | キム・ドンヒョン → | イ・ビョンチャン ↓ |
| 4位  | キム・ドンヒョン | パク・チャングン ↑ | コ・ウンソン ↓     | コ・ウンソン →     | コ・ウンソン →     | コ・ウンソン →     |
| 5位  | キム・ヒソク     | キム・ドンヒョン ↓ | パク・チャングン ↓ | パク・チャングン → | パク・チャングン → | パク・チャングン → |
| 6位  | パク・チャングン | キム・ヒソク ↓     | キム・ヒソク →     | キム・ヒソク →     | キム・ヒソク →     | キム・ヒソク →     |
| 7位  | キム・ユハ       | キム・ユハ →       | キム・ユハ →       | キム・ユハ →       | キム・ユハ →       | キム・ユハ →       |

## 音源配信
- Best of The Next K-Pop Star Master Preliminary PART1 - 2021年10月8日に配信されたEP。マスター予備審査で披露した楽曲が収録されている。 
  1. 「텔레파시 (Telepathy / テレパシー)」ユ・ヨンミン (2:58)
  2. 「담배가게 아가씨 (Tobacco shop lady / タバコ屋の娘)」チェ・ジンソル (2:39)
  3. 「변명 (Excuses)」キム・ヒソク (2:32)
  4. 「아! 옛날이여 (Old Days)」キム・ユハ (2:47)
  5. 「집시여인 (Gypsy lady / ジプシーの女)」イ・ソロモン (2:52)
  6. 「비밀 (Secret / 秘密)」キム・ドンヒョン (2:56)
  7. 「그날들 (Those days / あの日々)」パク・チャングン (3:00)

- Best of The Next K-Pop Star Master Preliminary PART2 - 2021年10月14日に配信されたEP。マスター予備審査で披露した楽曲が収録されている。 
  1. 「Super Star」チ・セヒ (2:33)
  2. 「미소속에 비친 그대 (Reflection of you in your smile / 微笑みに映った君)」キム・ヨンフム (3:11)
  3. 「비오는 어느 저녁 (One rainy evening / ある雨の日の夕方)」パク・グァンソン (2:44)
  4. 「내 아픔 아시는 당신 께 (To you who know my pain / 俺の痛みを知る君へ)」ソン・ボスン (2:21)
  5. 「장미 빛깔 그 입술 (Those rosy lips / バラ色唇)」ジヌン (2:09)
  6. 「나였으면 (If it was me / 俺だったなら)」イ・ビョンチャン (2:44)

- Best of The Next K-Pop Star Team Mission PART1 - 2021年10月21日に配信されたEP。本選1次「チームミッション」で披露した楽曲が収録されている。
  1. 「휘파람 (Whistle / 口笛)」イ・ジュチョン、キム・ソンジュン、キム・ヒソク、ユ・ヨンミン (4:16)
  2. 「초련 (First love)」コ・ウンソン、ジヌン (5:10)
  3. 「날 떠나지마 (Don’t Leave Me)」キム・ユハ、イム・ジミン (4:09)

- Best of The Next K-Pop Star Team Mission PART2 - 2021年10月28日に配信されたEP。本選1次「チームミッション」で披露した楽曲が収録されている。
  1. 「오늘도 난 (Today, I… / 今日も私は)」チェ・ジンソル、キム・ドハ (3:29)
  2. 「그대와 단둘이서 (Just you and me / 君と二人きりで)」イ・ビョンチャン、クォン・ウィビン、キム・ミンス、パン・セジン (4:19)
  3. 「알고 싶어요 (I want to know / 知りたい)」パク・チャンヒョン、パク・チャングン、クォン・ミンジェ (4:35)
  4. 「스피드 (Speed)」イ・ソウォン、リュ・ヨンチェ、チェ・ヨウォン (3:14)
  5. 「Reminiscence」ソン・ボスン、ハ・ドンヨン、ハ・ジヌ (4:35)

- Best of The Next K-Pop Star Death Match PART1 - 2021年11月5日に配信されたEP。本選2次「1対1デスマッチ」で披露した楽曲が収録されている。
  1. 「꿈에 (In dreams / 夢に)」キム・ヒソク (4:50)
  2. 「불꽃처럼 (Like the flame /炎のように)」イム・ハンビョル (3:55)
  3. 「아름다운 이별 (Beautiful farewell / 美しい別れ)」イ・ビョンチャン (4:04)
  4. 「잊었니 (Did you forget / 忘れたの)」キム・ユハ (3:46)
  5. 「와 (Wa)」イム・ジミン (2:57)
  6. 「이미 슬픈 사랑 (Already sad love / すでに悲しい恋)」クォン・ミンジェ (4:06)
  7. 「걸어서 하늘까지 (Walking to heaven)」ソン・ジヌク (3:14)

- Best of The Next K-Pop Star Death Match PART2 - 2021年11月12日に配信されたEP。本選2次「1対1デスマッチ」で披露した楽曲が収録されている。
  1. 「오래전 그날 (The day long ago / 昔のあの日)」イ・ソロモン (4:46)
  2. 「우리의 밤은 당신의 낮보다 아름답다 (Our night is more beautiful than your day / 私たちの夜はあなたの昼より美しい)」イ・ジュチョン (3:49)
  3. 「걷고 싶다 (Walking along with you / 歩きたい)」チ・セヒ (4:27)
  4. 「가수가 된 이유 (The reason why I became a singer / 歌手になった理由)」キム・ドンヒョン (4:29)
  5. 「기억 속의 먼 그대에게 (Distant memories of you / 記憶の中の遠い君へ)」チョ・ヨノ (4:06)
  6. 「한숨 (BREATHE / ため息)」パク・チャンヒョン (4:45)
  7. 「부산에 가면 (When I'm in Busan / 釜山へ行けば)」ハ・ドンヨン (4:19)
  8. 「Letter」ジヌン (4:44)
  9. 「그대 우나봐 (Are you crying / 君が泣いているようだ)」キム・ソンジュン (3:17)
- Best of The Next K-Pop Star Medley Team Mission Group - 2021年11月19日に配信されたEP。本選3次1ラウンド「国民コンサート」で披露した楽曲が収録されている。
  1. 「마마 (MAMA)」JinsuByeongchan (パク・ミノ、ユ・スルギ、イ・ビョンチャン) (1:38)
  2. 「아라비안 나이트 (Arabian Nights)」JinsuByeongchan (2:43)
  3. 「너였다면 (If it is you)」JinsuByeongchan (イ・ビョンチャン) (3:32)
  4. 「함께 가야 해 (Must go together / 一緒に行かなきゃ)」MooSsangMacho (2:14)
  5. 「바다 끝 (End of the Sea)」MooSsangMacho (パク・チャンヒョン、チョ・ヨノ) (3:11)
  6. 「맨 처음 고백 (Very First Confession)」MooSsangMacho (コ・ウンソン、ハ・ドンヨン) (2:14)
  7. 「질풍가도 (Highway in the gale / 疾風街道)」MooSsangMacho (1:35)
  8. 「호랑나비 (Tiger Butterfly / アゲハチョウ)」Soot Sokui Jinjudeul (2:43)
  9. 「어떤이의 꿈 (Someone's Dream / ある人の夢)」Soot Sokui Jinjudeul (パク・グァンソン、イム・ジス) (2:48)
  10. 「사랑이란건 (Love is / 愛というのは)」Soot Sokui Jinjudeul (キム・ドンヒョン、イ・ソロモン) (3:39)
  11. 「순정 (Pure Love / 純情)」Soot Sokui Jinjudeul (2:50)
  12. 「Decalcomanie」5Sori (キム・ヒソク、イム・ハンビョル) (3:15)
  13. 「사랑의 진실 (Truth of Love)」Kookgabong (キム・ソンジュン、キム・ヨンフム、パク・チャングン) (1:34)
  14. 「나는 사랑에 빠졌어요 (Fall In love With You)」Kookgabong (パク・チャングン) (2:08)
  15. 「밤에 피는 장미 (The rose blooming at night / 夜に咲くバラ)」Kookgabong (3:16)
- Best of The Next K-Pop Star Medley Team Mission Ace Match - 2021年11月26日に配信されたEP。本選3次2ラウンド「リーダー対決」で披露した楽曲が収録されている。
  1. 「미아 (Lost child / 迷子)」パク・チャンヒョン (4:26)
  2. 「아가에게 (To baby / ベイビーヘ)」イム・ハンビョル (3:59)
  3. 「오늘 (Today / 今日)」キム・ドンヒョン (4:18)
  4. 「외로운 사람들 (Lonely people / 孤独な人)」パク・チャングン (4:54)